# Liste der Baudenkmäler in Werneck
Auf dieser Seite sind die Baudenkmäler in dem unterfränkischen Markt Werneck zusammengestellt. Diese Tabelle ist eine Teilliste der Liste der Baudenkmäler in Bayern. Grundlage ist die Bayerische Denkmalliste, die auf Basis des Bayerischen Denkmalschutzgesetzes vom 1. Oktober 1973 erstmals erstellt wurde und seither durch das Bayerische Landesamt für Denkmalpflege geführt wird. Die folgenden Angaben ersetzen nicht die rechtsverbindliche Auskunft der Denkmalschutzbehörde.
 Diese Liste gibt den Fortschreibungsstand vom 22. Februar 2024 wieder und enthält 252 Baudenkmäler.

## Baudenkmäler nach Gemeindeteilen

### Werneck
| Lage                        | Objekt                   | Beschreibung                                                                   | Akten-Nr.    | Bild |
| --------------------------- | ------------------------ | ------------------------------------------------------------------------------ | ------------ | ---- |
| Am Schloßpark 26 (Standort) | Ehemalige Gartenskulptur | In Form zweier monumentaler Vasen über Postamenten, Sandstein, 18. Jahrhundert | D-6-78-193-1 | BW   |

Schloss Werneck
Ehemalige Sommerresidenz der Würzburger Fürstbischöfe, ab 1855 bis 1942 Kreisirrenanstalt, dann Offiziersschule, ab 1946 wieder Krankenhaus (Balthasar-Neumann-Platz 1), erbaut von Balthasar Neumann 1733–1744. Aktennummer D-6-78-193-2.
- barocke, dreigeschossige Dreiflügelanlage (Lage) mit Mittelpavillon, weit vortretenden Eckpavillons sowie Mansarddächern, zur Hofseite mit zwei Turmanbauten mit Kuppelhauben, Nordostpavillon mit ehemaliger Schlosskirche, überkuppelter, ovaler Saalbau, sowie mit den sogenannten Vorhofbauten, dem ehemaligen Wirtschaftsschloss als zweigeschossige Massivbauten mit betonten Eckpavillons, allseitig um zwei Binnenhöfe geschlossen, gerundete Hofflügel erst im 19. Jahrhundert aufgestockt, von Balthasar Neumann, 1733–44, mit Erweiterungsflügeln aus der Zeit der Kreisanstaltsnutzung, beide zweigeschossige Massivbauten mit Eckpavillons und Mansarddächern, neubarock, westlicher 1884, östlicher 1890
- Bogenbrücke (Lage), Sandstein, gleichzeitig
- Schlosstor (Lage), Schmiedeeisen, Johann Georg Oegg, 1777
- Ehemalige Direktorenwohnhaus (Lage) der Anstalt, zweigeschossiger Mansardwalmdachbau mit Eckgliederung und Mittelrisalit, Neorenaissance, nach Plänen des Anstaltsdirektors Hubrich, 1893
- Schlosspark (Lage), weitläufige Anlage, ursprünglich barocke Gartenanlage, Reste davon in Form der südlich vorgelagerten Terrassenanlage, Ende des 18. Jahrhunderts anglisiert, heutiges Erscheinungsbild nach 1861

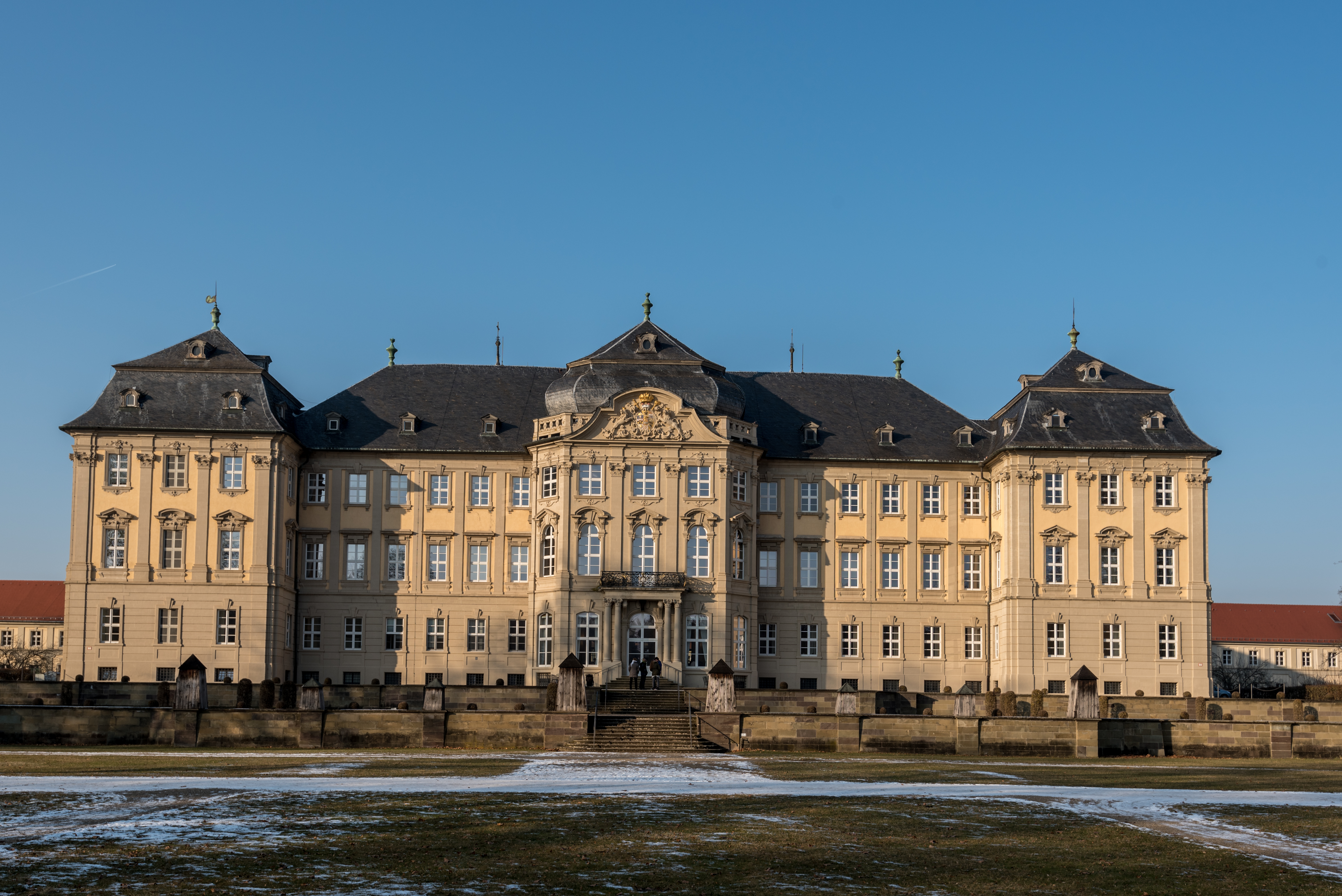
Schloss Werneck, von Süden weitere Bilder
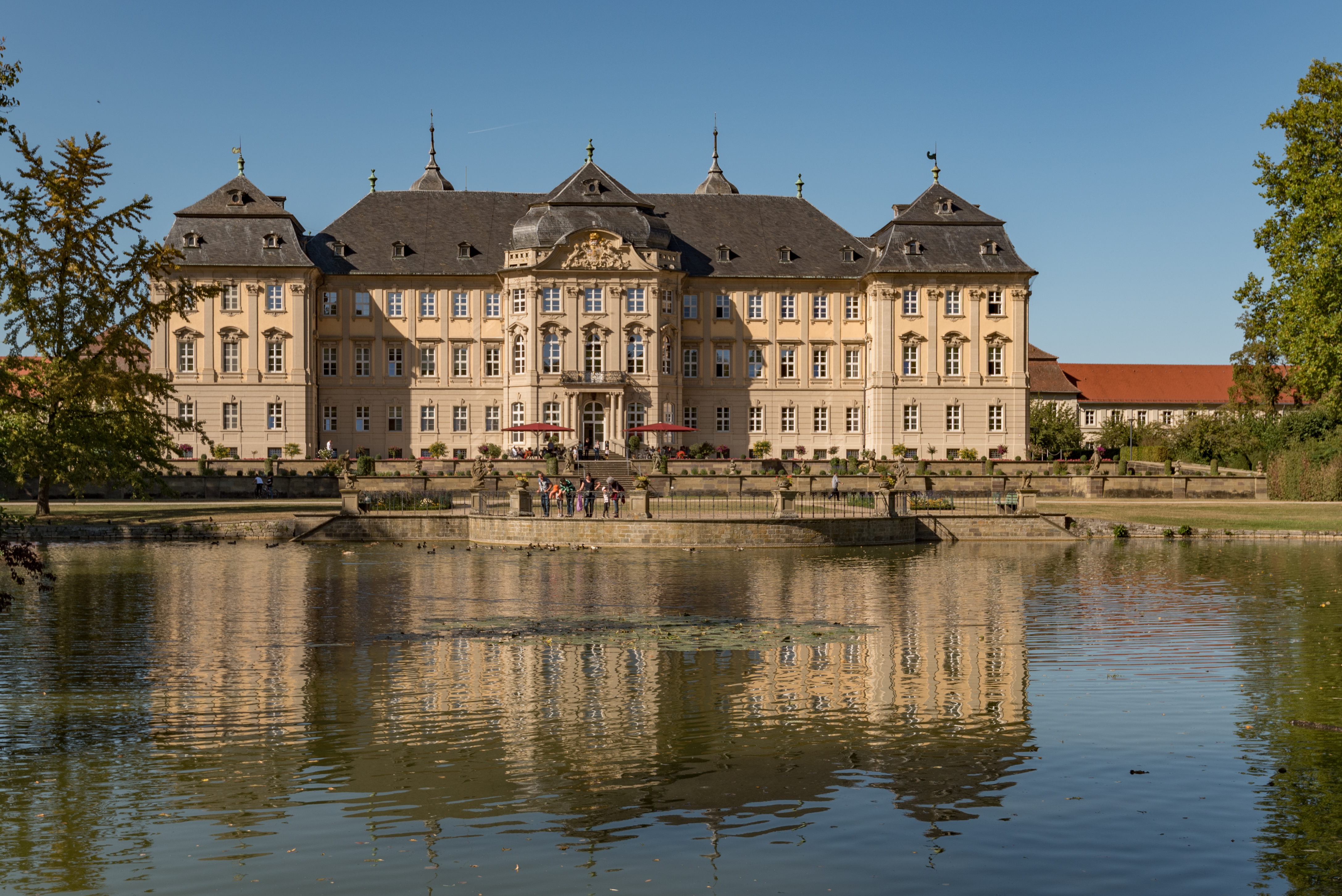
Schloss Werneck, von Süden weitere Bilder
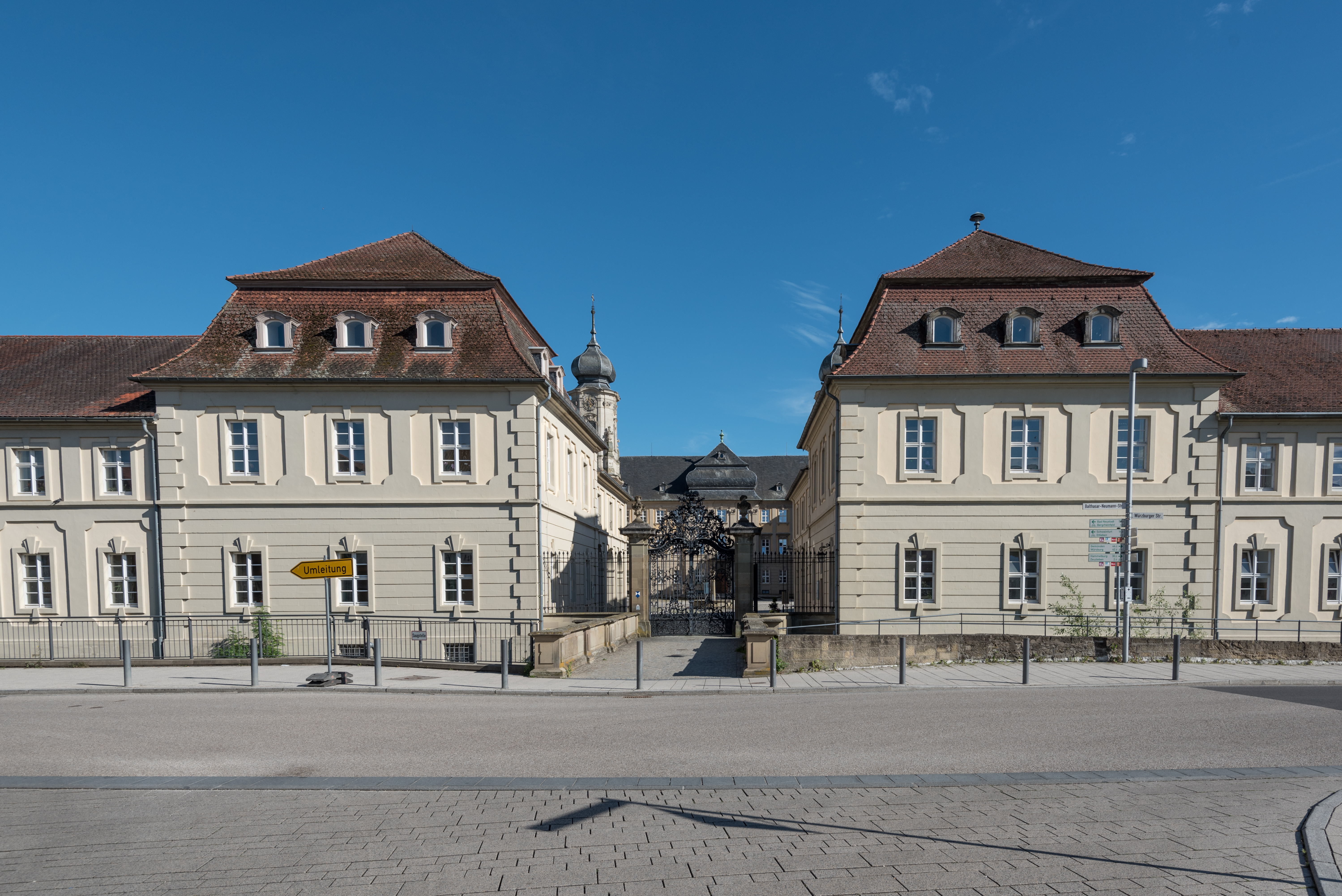
Schloss Werneck, von Norden weitere Bilder
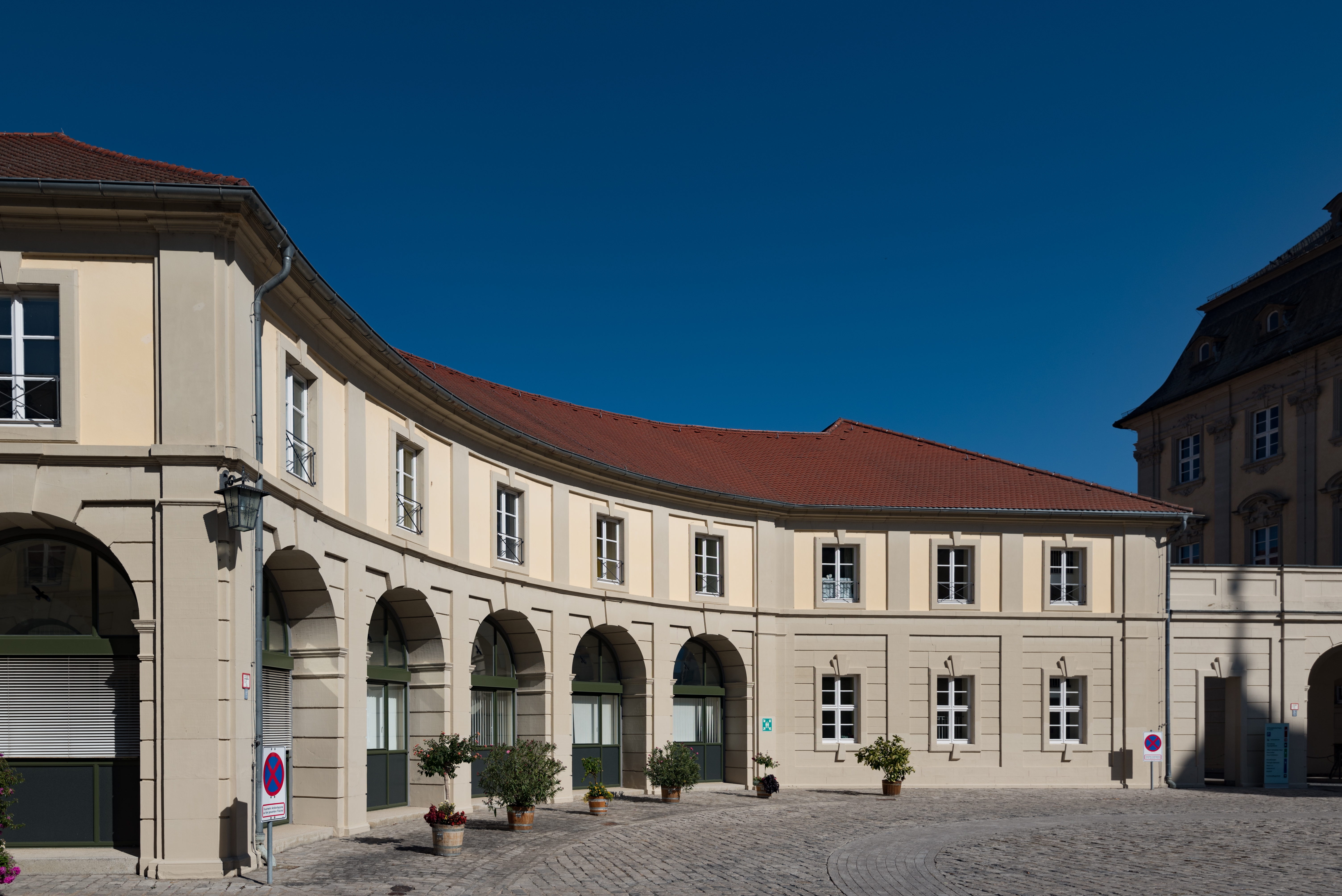
Schlosshof, von Nordwesten weitere Bilder
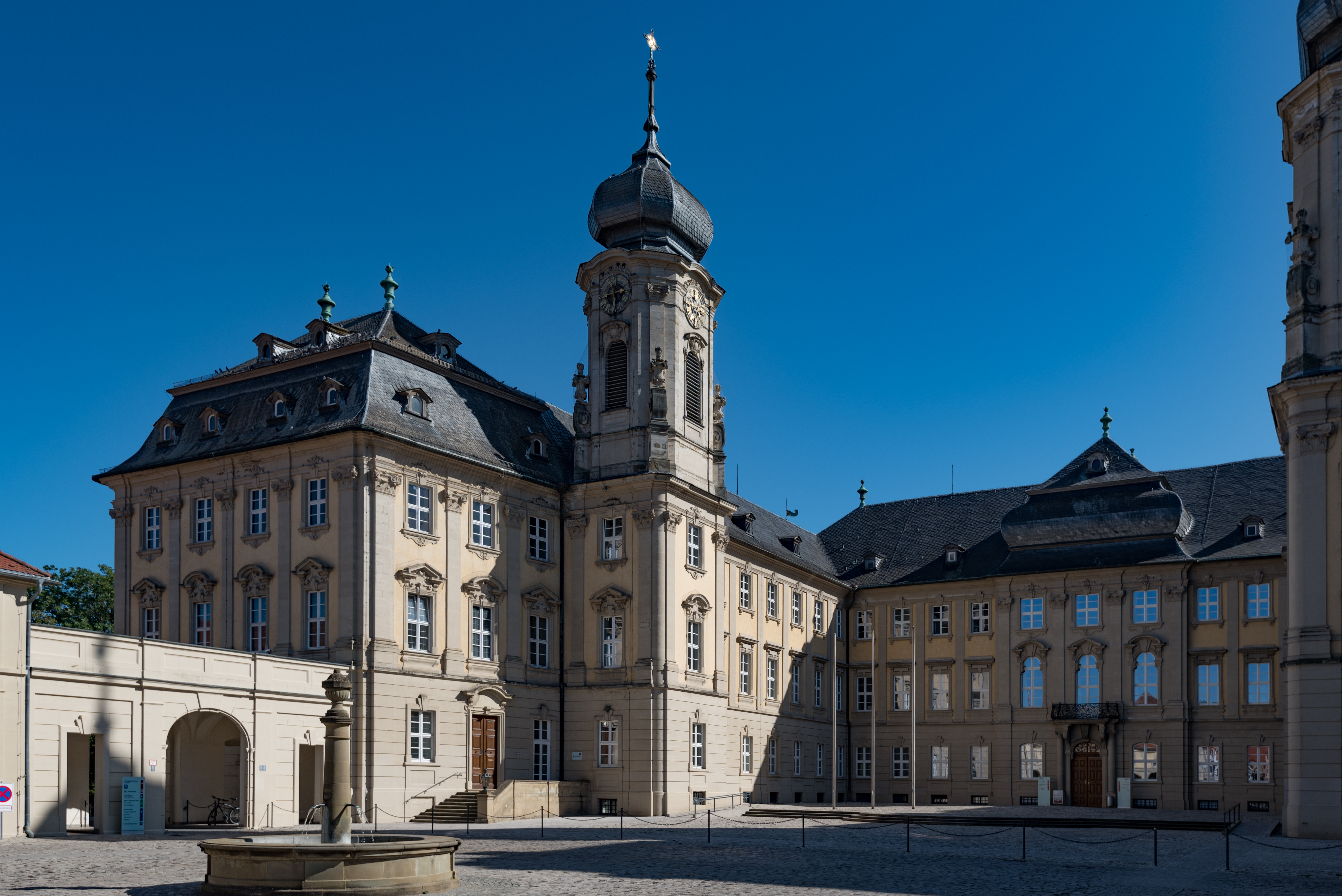
Schlosshof mit Schlosskirche, von Nordwesten weitere Bilder
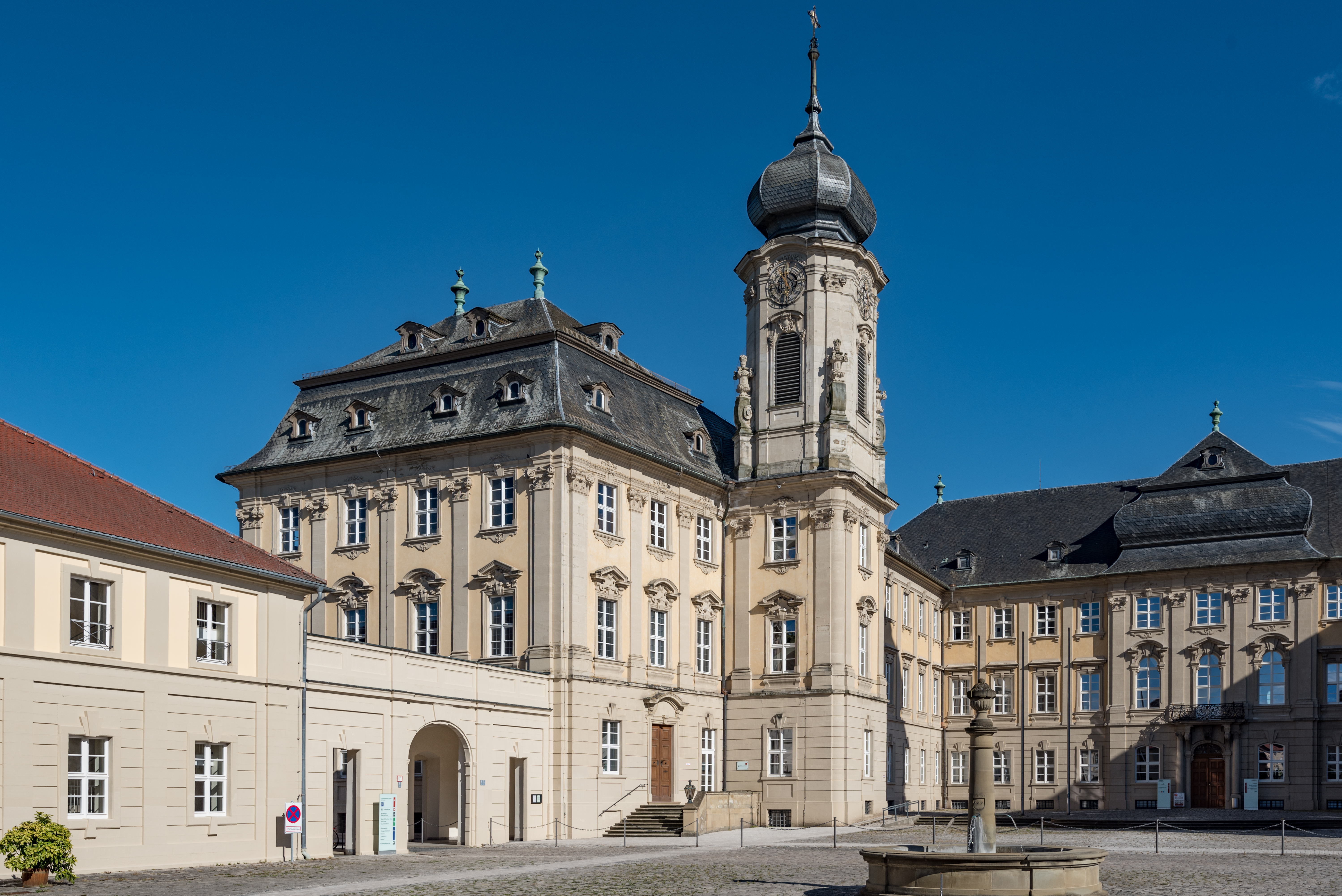
Schlosskirche, von Nordwesten weitere Bilder
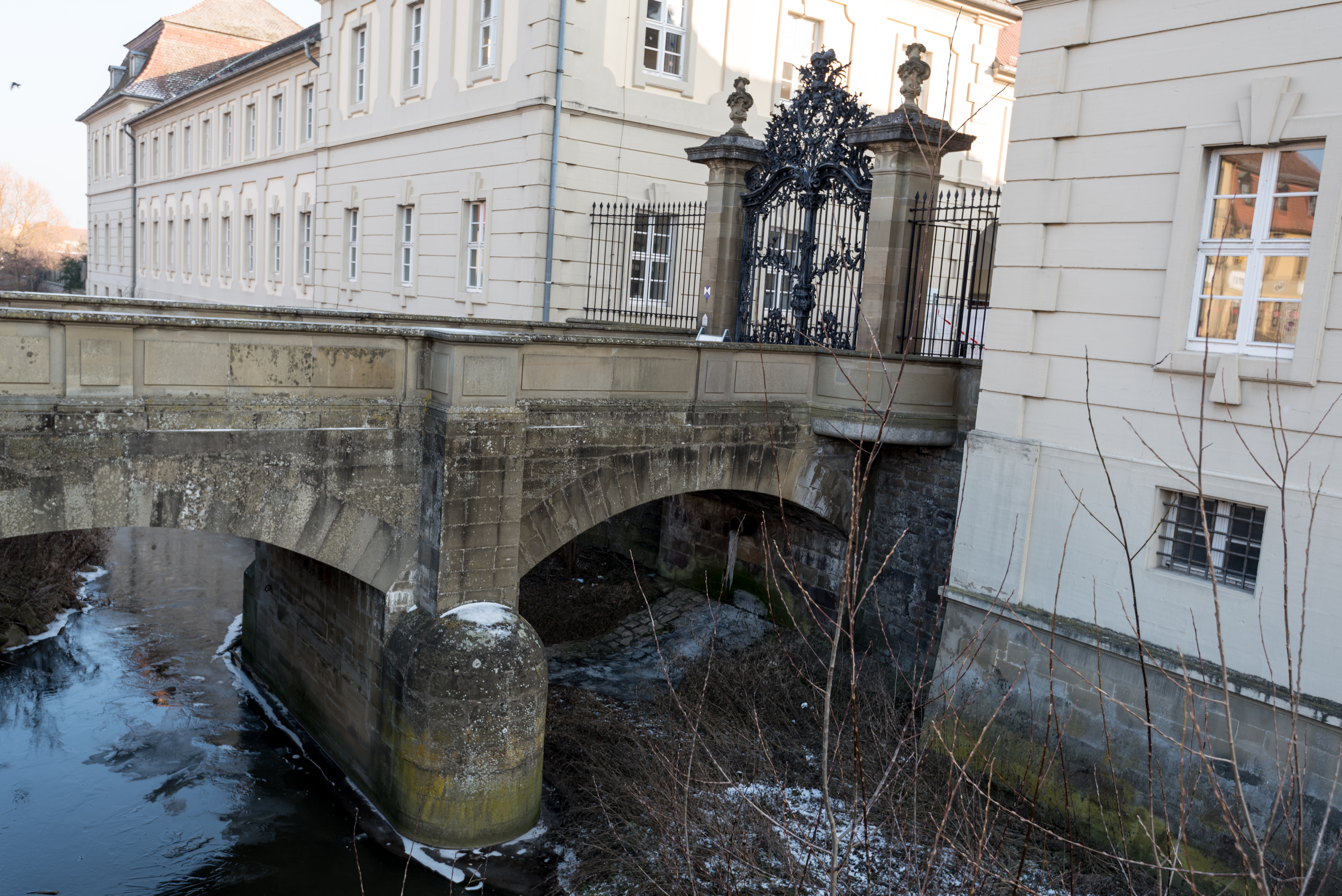
Wernbrücke, von Westen weitere Bilder
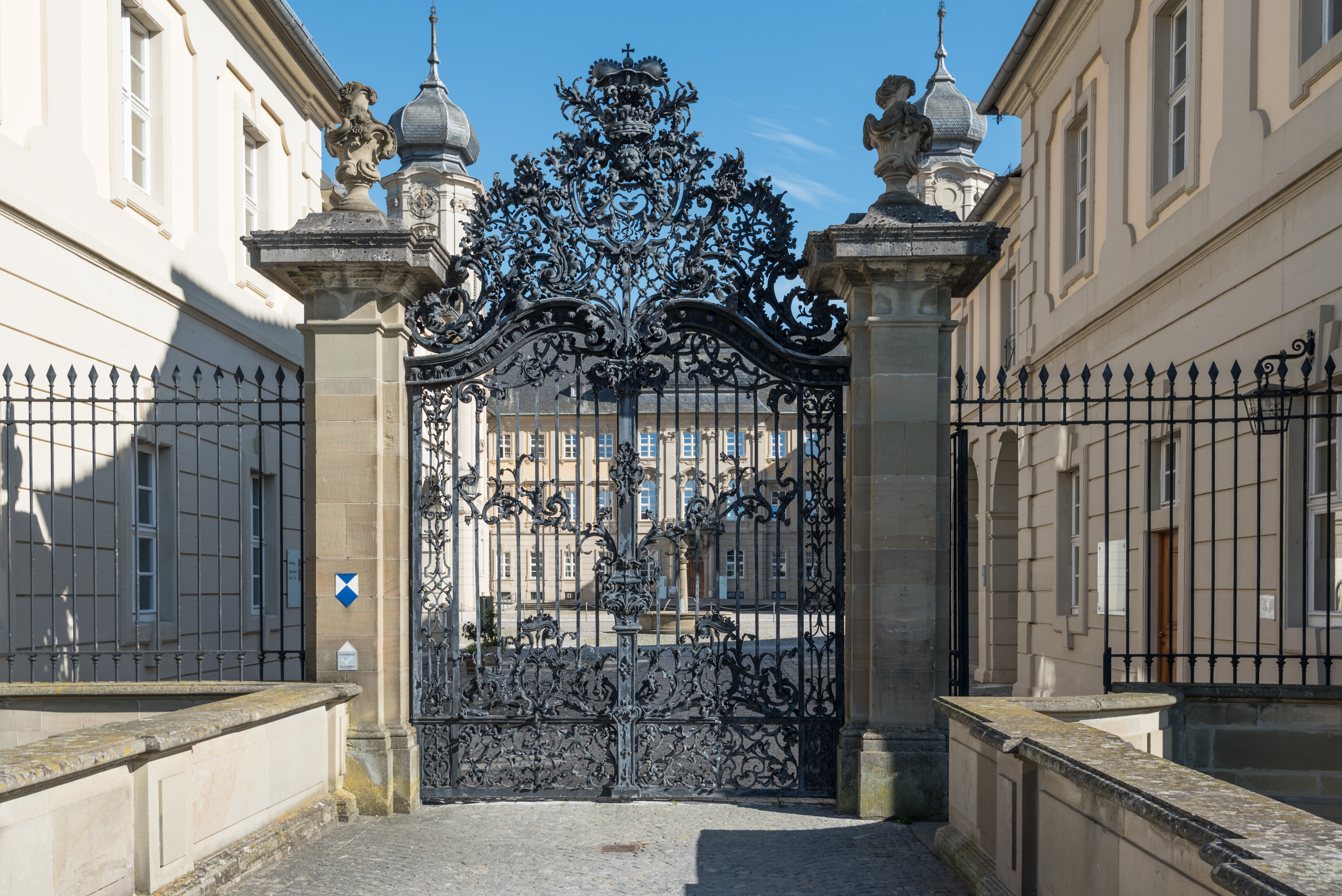
Schlosstor, von Norden weitere Bilder
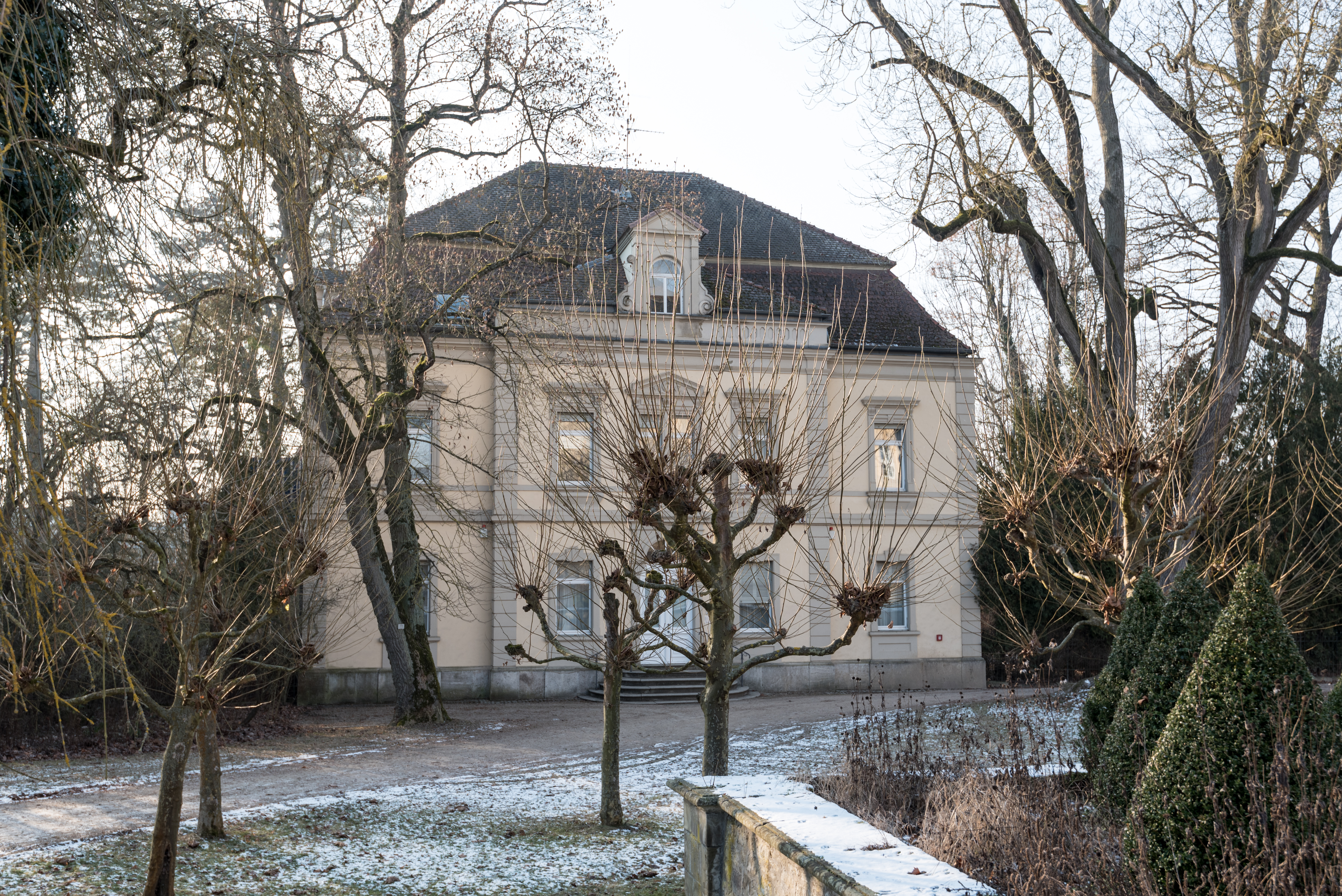
Direktorenvilla weitere Bilder
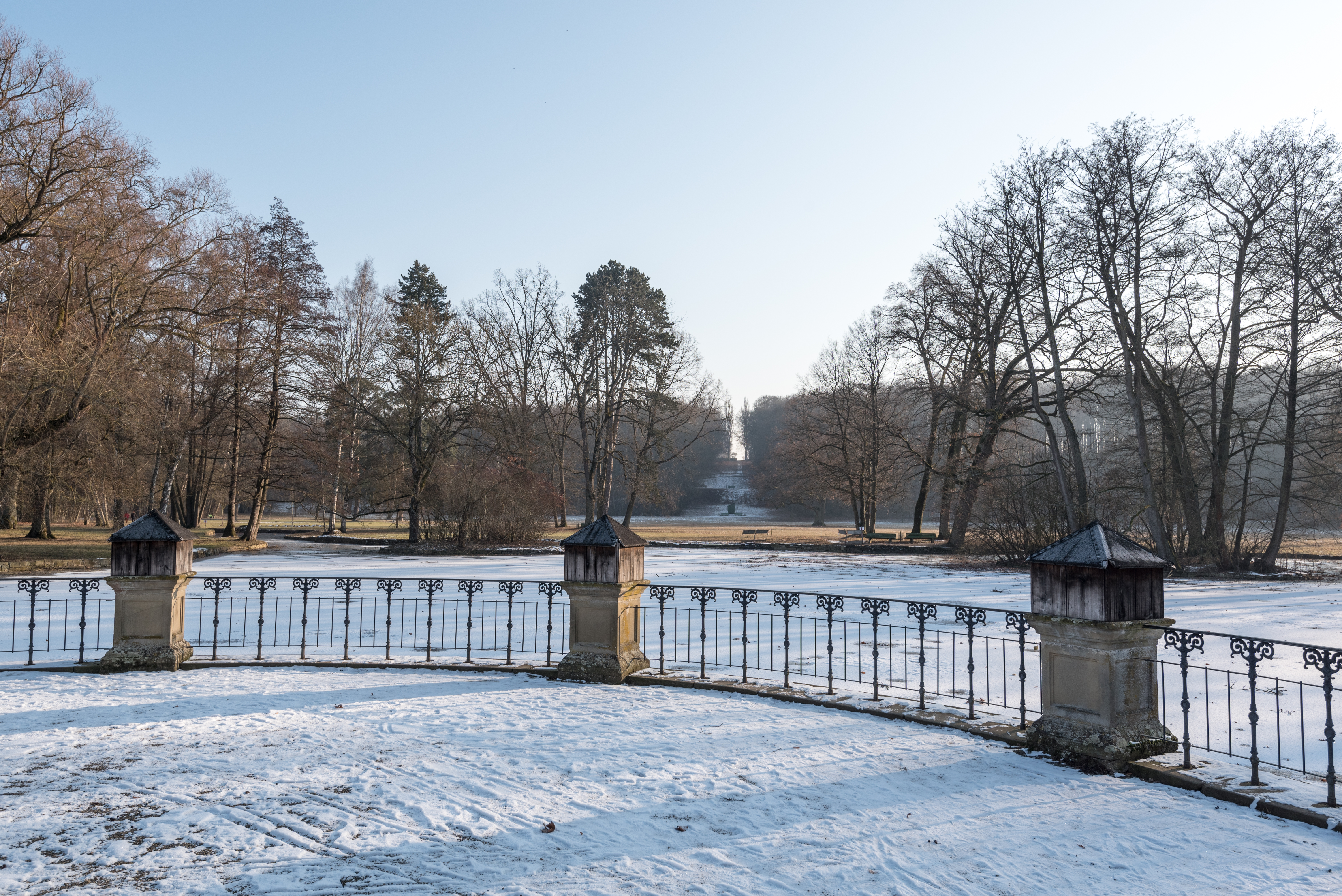
Schlosspark weitere Bilder
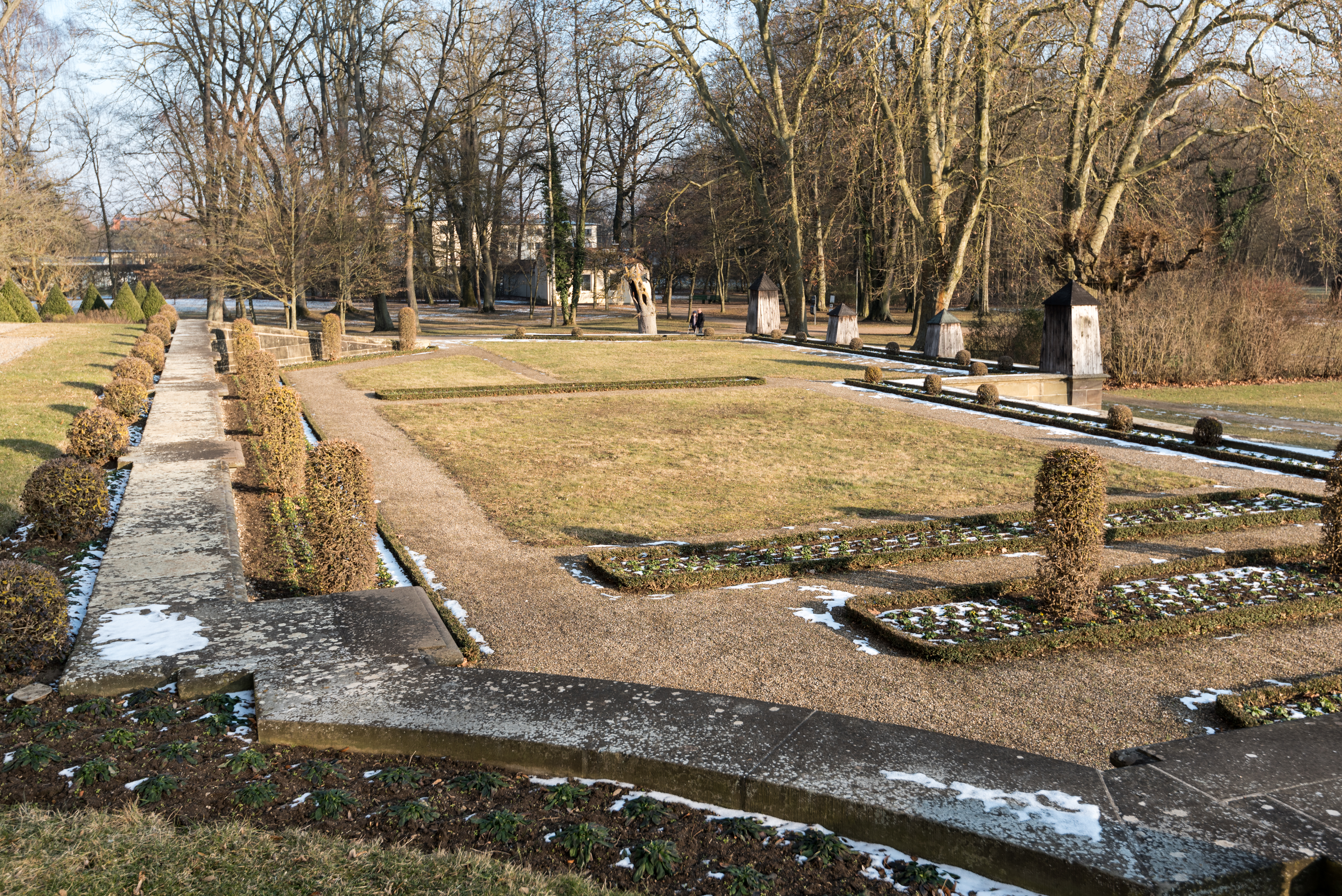
Schlosspark weitere Bilder
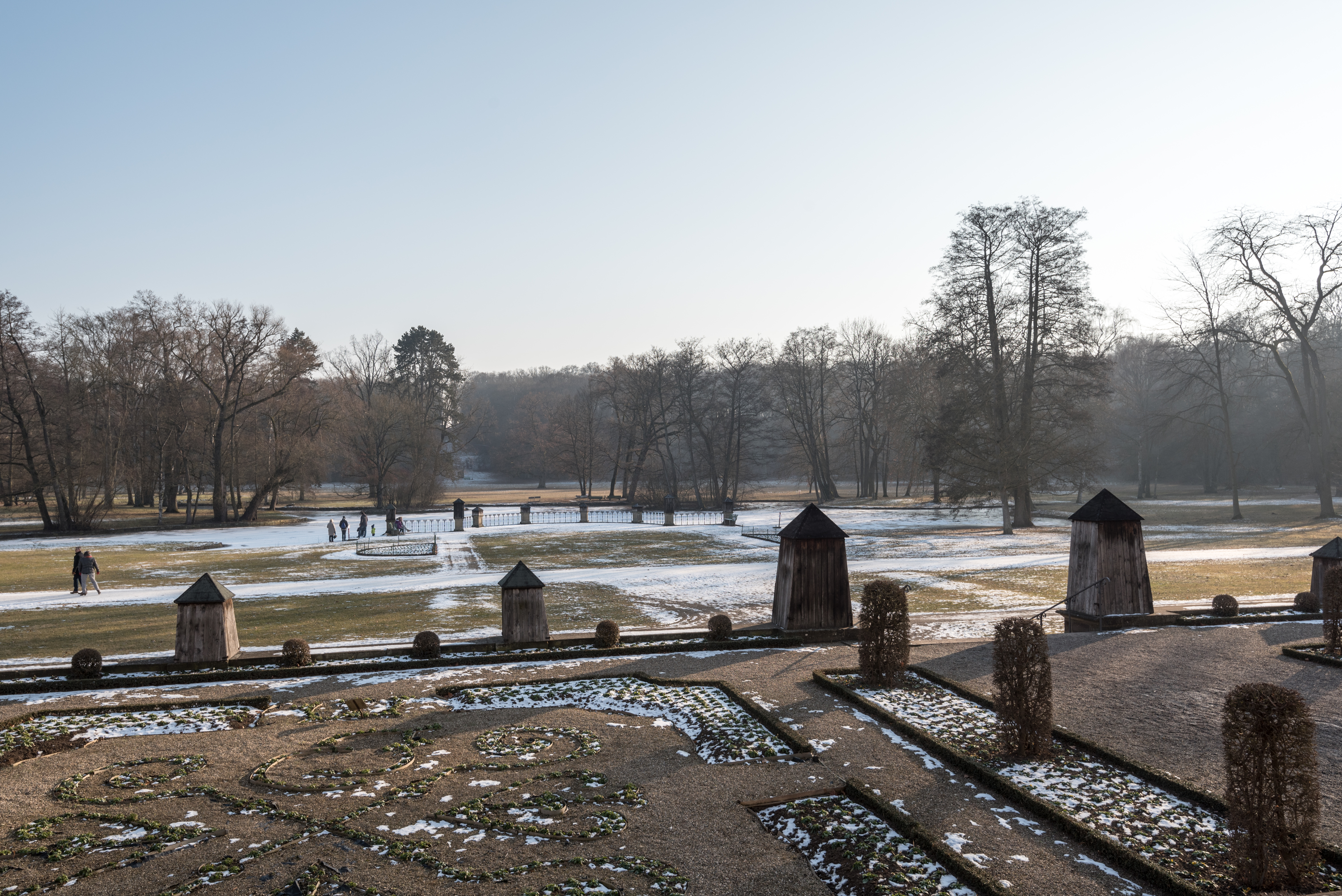
Schlosspark weitere Bilder
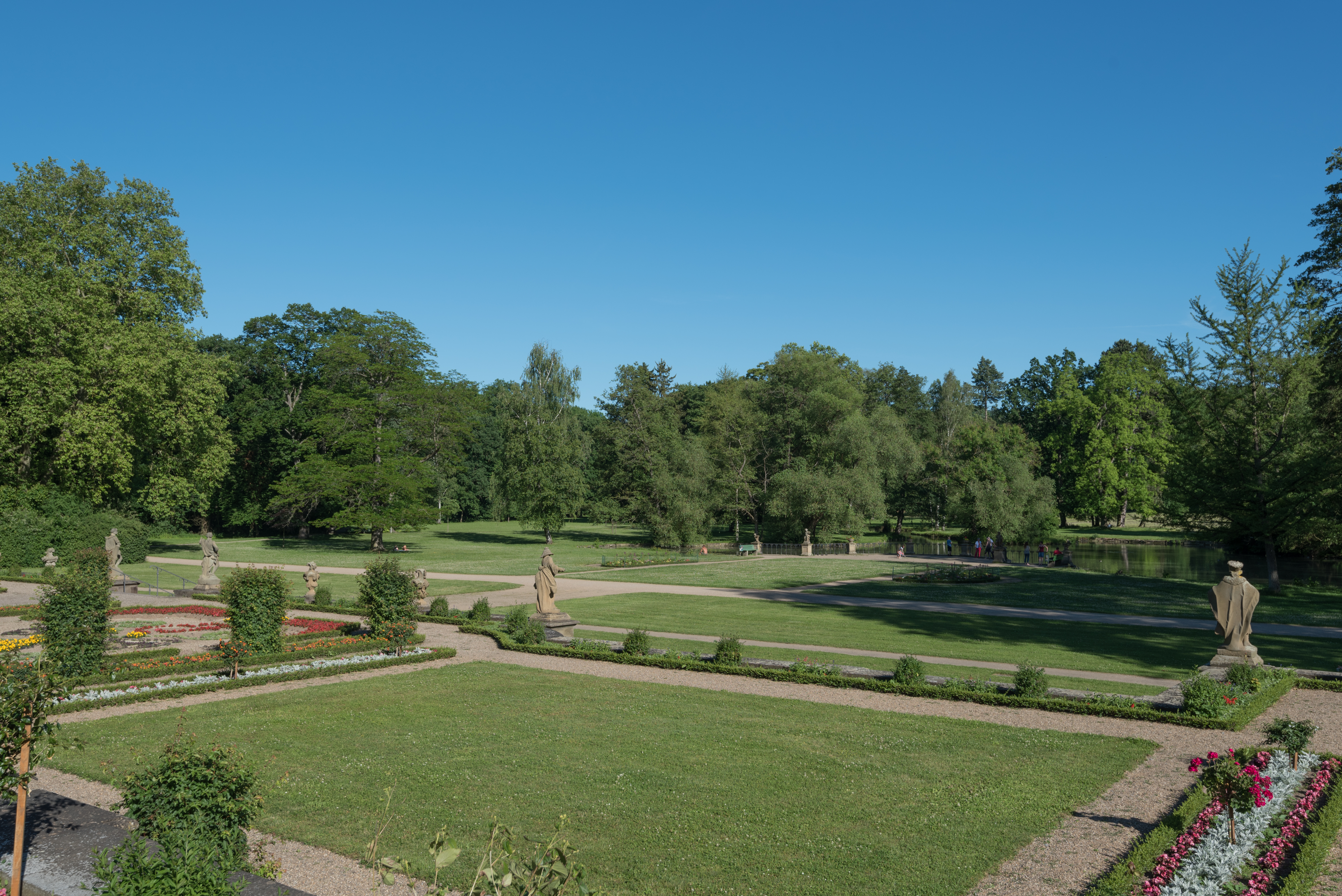
Schlosspark weitere Bilder

| Lage                                                                | Objekt                                                    | Beschreibung | Akten-Nr.      | Bild           |
| ------------------------------------------------------------------- | --------------------------------------------------------- | --- | -------------- | -------------- |
| Balthasar-Neumann-Platz 3 (Standort)                                | Heiligenfigur                                             | Skulptur der Maria Immaculata auf Postament mit Inschriftenkartusche, Sandstein, 18. Jahrhundert | D-6-78-193-13  | weitere Bilder |
| Balthasar-Neumann-Straße 19 (Standort)                              | Kath. Pfarrkirche Maria Himmelfahrt                       | Kubischer Flachdachbau über quadratischem Grundriss, gegen Osten zweifach rund gebuchtete und von raumhohen Buntglasfenstern begleitete Betonscheibe, dieser vorgelagert Altarinsel, im Westen neben dem Foyer Werktagskapelle und schalenturmartiger Campanile, 1965–1967 von Hans Schädel und Friedrich Ebert unter Mitarbeit von Walter Kuntz; mit Ausstattung | D-6-78-193-218 | BW             |
| Balthasar-Neumann-Straße 21 (Standort)                              | Villa                                                     | Zweigeschossiger, verputzter Halbwalmdachbau mit Eckgliederung und Zwerchhaus, historistisch, um 1900 | D-6-78-193-7   | weitere Bilder |
| Balthasar-Neumann-Straße 23 (Standort)                              | Ehemalige Villa, heute evangelisch-lutherisches Pfarrhaus | Zweigeschossiger, verputzter Halbwalmdachbau mit Zwerchhausrisalit, Putzgliederung und östlichem Turmanbau mit Welscher Haube, bezeichnet „1903“ | D-6-78-193-8   | weitere Bilder |
| Balthasar-Neumann-Straße 25; Balthasar-Neumann-Straße 27 (Standort) | Doppelhaus                                                | Villenartiger, zweigeschossiger Satteldachbau mit giebelbedachten Seitenrisaliten, sowie Mittelrisalit mit kielbogigem Abschluss, um 1900 | D-6-78-193-9   | weitere Bilder |
| Balthasar-Neumann-Straße 29 (Standort)                              | Villa                                                     | Zweigeschossiger Halbwalmdachbau mit Zwerchhausrisalit mit Fachwerkgiebel, Zwerchhauserker sowie hölzerner Loggia, um 1900 | D-6-78-193-10  | weitere Bilder |
| Julius-Echter-Straße 2 (Standort)                                   | Pietàrelief                                               | Am Giebel, 18. Jahrhundert; nicht nachqualifiziert | D-6-78-193-11  | BW             |
| Julius-Echter-Straße 15 (Standort)                                  | Bildstockkopf                                             | 18. Jahrhundert; nicht nachqualifiziert | D-6-78-193-12  | BW             |
| Meininger Straße 7 (Standort)                                       | Heiligenfigur                                             | Madonna auf in die Mauer eingelassenem Postament, Sandstein, 1920 | D-6-78-193-14  | weitere Bilder |
| Mühlberg 3 (Standort)                                               | Ehemalige Schlossmühle                                    | Im Kern Bau des 16. Jahrhunderts, Fenstersturz bezeichnet 1592, mit jüngeren An- und Umbauten, an nordöstlichem Anbau Hausfigur einer Maria Immaculata, Sandstein, 18. Jahrhundert | D-6-78-193-15  | weitere Bilder |
| Schönbornstraße 2 (Standort)                                        | Gasthaus                                                  | Zweigeschossiger Halbwalmdachbau mit Fachwerkobergeschoss, verputzt, bezeichnet „1617“ und „1782“ | D-6-78-193-16  | weitere Bilder |
| Schönbornstraße 6 (Standort)                                        | Wohngebäude                                               | Dreigeschossiger, verputzter Walmdachbau über Sockelgeschoss in Ecklage, klassizistisch, erste Hälfte 19. Jahrhundert | D-6-78-193-17  | weitere Bilder |
| Schönbornstraße 6 (Standort)                                        | Scheune                                                   | Verputzter Halbwalmdachbau, im Kern 18. Jahrhundert | D-6-78-193-17  | weitere Bilder |
| Schönbornstraße 10 (Standort)                                       | Ehemaliges Forsthaus                                      | Zweigeschossiger, verputzter Halbwalmdachbau, mit Relief des Gnadenstuhls, 18./19. Jahrhundert, vor 1834 | D-6-78-193-18  | weitere Bilder |
| Schönbornstraße 10 (Standort)                                       | Scheune                                                   | Fachwerkbau mit Halbwalmdach, 18. Jahrhundert | D-6-78-193-18  | weitere Bilder |

### Eckartshausen
| Lage                             | Objekt                                                      | Beschreibung | Akten-Nr.      | Bild           |
| -------------------------------- | ----------------------------------------------------------- | --- | -------------- | -------------- |
| Am Lindenbrunnen 1 (Standort)    | Katholische Filial- und Wallfahrtskirche Mariae Heimsuchung | Saalbau mit eingezogenem Chor und nördlichem Turm mit Spitzhelm, spätgotische Anlage, 1467–1525; mit Ausstattung                                                                 | D-6-78-193-20  | weitere Bilder |
| Am Lindenbrunnen 1 (Standort)    | Reste der ehemaligen Kirchhofmauer                          | Bruchstein, wohl 17./18. Jahrhundert | D-6-78-193-20  | weitere Bilder |
| Am Lindenbrunnen 1 (Standort)    | Pietà                                                       | Vesperbild mit Maria Magdalena vor leerem Kreuz auf Postament mit Inschriftenkartusche, Sandstein, 1751                                                                          | D-6-78-193-20  | weitere Bilder |
| Am Lindenbrunnen 1 (Standort)    | Ehemaliges Friedhofskreuz                                   | Kruzifix auf Postament mit Inschriftenfeld, Sandstein, bezeichnet „1870“ | D-6-78-193-20  | weitere Bilder |
| Kaistener Straße 15 (Standort)   | Prozessionsaltar                                            | Rundbogiger Nischenaufsatz mit Kreuzbekrönung, Rückwand mit Madonnenrelief, auf Sockel mit Inschrift, Sandstein, bezeichnet „1776“                                               | D-6-78-193-21  | weitere Bilder |
| Eckartshausener Seite (Standort) | Prozessionsaltar                                            | Sockel mit Inschriftentafel, spitzbogenförmige Ädikula, darin Muttergottes mit Kind, bez. 1869                                                                                   | D-6-78-193-254 | BW             |
| Mehlenäcker, Nähe Kr SW 29 ()    | Bildstock, sogenanntes Schlerther-Berg-Martela              | Reliefaufsatz mit Dreiecksgiebel und Kreuzigungsdarstellung auf Vierkantschaft, ehemals 1641, 1965 erneuert; nicht nachqualifiziert, im Bayerischen Denkmal-Atlas nicht kartiert | D-6-78-193-24  |                |
| Schleeriether Berg (Standort)    | Kapelle                                                     | Kleiner, verputzter Massivbau mit Satteldach, neugotisch, im Inneren mit Marienfigur, 1909                                                                                       | D-6-78-193-25  | weitere Bilder |
| Schleeriether Berg 19 (Standort) | Wegkreuz                                                    | Fünfwundenkreuz auf Tischsockel, darauf Figur der Mater dolorosa, Sandstein, 1750                                                                                                | D-6-78-193-23  | weitere Bilder |
| Talstraße 15 (Standort)          | Bildstock                                                   | Stark verwitterter Bildstockaufsatz auf Vierkantschaft über Sockel mit Schädelstätte, Sandstein, bezeichnet „1508“                                                               | D-6-78-193-22  | weitere Bilder |

### Egenhausen
| Lage                                                           | Objekt                                                             | Beschreibung | Akten-Nr.      | Bild           |
| -------------------------------------------------------------- | ------------------------------------------------------------------ | --- | -------------- | -------------- |
| Am Steinbruch beim Teufelsgraben; Egenhausener Pfad (Standort) | Bildstock                                                          | Reliefaufsatz mit Marienkrönung, Rückseite mit Votivdarstellung eines liegenden Mannes mit Pietàvision, auf Säule, über Postament, Sandstein, bezeichnet „1712“ | D-6-78-193-129 | weitere Bilder |
| Am Trieb (Standort)                                            | Sühnekreuz                                                         | Einfach gehauenes Sandsteinkreuz, Kreuz-Enden nahezu abgewittert, bezeichnet „1648“ | D-6-78-193-49  | BW             |
| Äußeres Gewend, Straße nach Egenhausen (Standort)              | Bildstock                                                          | Runder Schaft und hochrechteckiger Aufsatz mit rundbogigem Abschluss, Kreuzigung und Christus im Segensgestus, 17. Jahrhundert | D-6-78-193-309 | BW             |
| Brunnholz (Standort)                                           | Kreuzschlepper                                                     | Figur des kreuztragenden Christus auf Knien, Sockel mit Inschriftenkartusche, auf Rundsäule über Sockel, Sandstein, bezeichnet „1715“ | D-6-78-193-53  | weitere Bilder |
| Fußberg (Standort)                                             | Bildstock                                                          | Reliefaufsatz mit Kreuzbekrönung und Pietàdarstellung, Rückseite mit Inschrift, über Achtkantschaft über Sockel, Sandstein, bezeichnet „1630“ | D-6-78-193-51  | weitere Bilder |
| Geldersheimer Weg (Standort)                                   | Prozessionsaltar                                                   | Auf Säulen getragener Rundbogenaufsatz mit Evangelist Lukas als Bekrönungsfigur, Rückwand mit Relief der Marienkrönung, auf Tischsockel mit Inschriftenkartusche, Sandstein, von Georg Christ, bezeichnet „1747“, Inschrift: „Gott und seinen / Heiligen zu Ehren hat die / ses heilignheüslein anhe / ro auffgerichtet der Ehrsame / Georg Christ Steinhauer / allhier / und Margarethe / seine Hausfrau / 1747“ | D-6-78-193-46  | weitere Bilder |
| Hohe Bergshöhe (Standort)                                      | Bildstock mit Aufsatz                                              | Sockel und Vierkantpfeiler, darüber Säule mit Ionischem Kapitell; Zwischenstück mit Engelsköpfen unter ornamental verziertem Reliefaufsatz mit Ecce homo auf Schauseite und Pietà auf Rückseite, von Atlanten getragene Steinkreuzbekrönung, bez. 1693 |                | BW             |
| Nähe Brebersdorfer Straße (Standort)                           | Bildstock                                                          | Rundbogiger Reliefaufsatz mit Kreuzbekrönung und Darstellung der Maria Immaculata, auf Rundsäule über Postament mit Inschriftenkartusche, Sandstein, bezeichnet „1750“, Inschrift am Sockel: „stifter dießes der Ehrsame / Junge gesell Joann Schnetter / von Egenhausen Gestorben in / holland / Auffgerichtet den 2 mey 1750“                                                                                   | D-6-78-193-54  | weitere Bilder |
| Hohe Bergshöhe (Standort)                                      | Bildstock mit Aufsatz                                              | Sockel und Vierkantpfeiler, darüber Säule mit Ionischem Kapitell; Zwischenstück mit Engelsköpfen unter ornamental verziertem Reliefaufsatz mit Ecce homo auf Schauseite und Pietà auf Rückseite, von Atlanten getragene Steinkreuzbekrönung, bez. 1693 | D-6-78-193-258 | BW             |
| Nähe Espichweg (Standort)                                      | Bildstock                                                          | Rundbogiger Reliefaufsatz mit Kreuzigungsdarstellung auf Rundsäule, Sandstein, bezeichnet „1620“ | D-6-78-193-31  | weitere Bilder |
| Nähe Schelmengraben (Standort)                                 | Bildstock                                                          | Rundbogiger Reliefaufsatz mit Kreuzbekrönung und Kreuzigungsdarstellung, Rückseite mit Heiligem Georg (stark verwittert), auf Rundsäule über Tischsockel mit Inschriftenkartusche, Sandstein, bezeichnet „1740“, Inschrift auf Sockel: „Gott und seinen Heiligen zu Ehren / hat dieseß Marter bilt anhero auffrichten Lassen / der Ehrsame Georg Neubert und Marga / retha seine Ehliche Hausfrau 1740“           | D-6-78-193-48  | weitere Bilder |
| Nähe Sankt-Johannes-Straße (Standort)                          | Bildstock                                                          | Vierseitiger Reliefaufsatz mit kielbogigem Abschluss, Kreuzbekrönung und Darstellung der Kreuzigung sowie der Heiligen Petrus und Paulus, auf Vierkantschaft über Sockel, Sandstein, bezeichnet „1611“ | D-6-78-193-50  | weitere Bilder |
| Nähe Sankt-Johannes-Straße (Standort)                          | Kapelle, sogenannte Allerheiligenkapelle                           | Kleiner Hausteinmauerwerksbau mit Satteldach, Pilastergliederung und Inschriftenkartusche im Giebeldreieck, im Inneren mit Sandsteinrelief der Marienkrönung, bezeichnet „1752“ | D-6-78-193-55  | weitere Bilder |
| Oberm Dorf (Standort)                                          | Bildstock                                                          | Akanthusgerahmter Reliefaufsatz mit Figurenbekrönung und Darstellung des Heiligen Georg und der Maria Magdalena, auf Rundsäule über Postament, Sandstein, bezeichnet „1693“ | D-6-78-193-43  | weitere Bilder |
| Schelmengraben (Standort)                                      | Bildstock                                                          | Rundbogiger Reliefaufsatz mit Kreuzbekrönung und Kreuzigungsdarstellung, auf Achtkantschaft über Tischsockel mit Inschriftenkartusche, Sandstein, bezeichnet „1768“ | D-6-78-193-199 | weitere Bilder |
| Schleeriether Straße; Brunnenstraße (Standort)                 | Bildstock                                                          | Rundbogiger Reliefaufsatz mit Kreuzbekrönung und Kreuzigungsdarstellung, Rückseite Priester auf Wolke schwebend mit Kelch und Kreuz, auf gedrehter Rundsäule über Sockel, Sandstein, bezeichnet „1693“ | D-6-78-193-45  | weitere Bilder |
| Schleeriether Straße; Brunnenstraße (Standort)                 | Bildstock vierseitiger Reliefaufsatz mit kielbogigem Abschluss     | Kreuzbekrönung und Darstellung von Kreuzigung, Pietà, Auferstandenem und Heiligem Petrus, auf Vierkantschaft mit Wappen über Sockel, Sandstein, bezeichnet „1571“ | D-6-78-193-52  | weitere Bilder |
| Sankt-Johannes-Straße (Standort)                               | Kriegerdenkmal für die Gefallenen des Krieges von 1866 und 1870/71 | In Form eines Obelisken auf Postament mit Inschriftenkartusche und abgelegten Kriegsgerät, Sandstein, letztes Viertel 19. Jahrhundert | D-6-78-193-37  | weitere Bilder |
| Sankt-Johannes-Straße 16 (Standort)                            | Hausfigur                                                          | Pietà flankiert von Engeln mit den Marterwerkzeugen, auf Sandsteinsockel mit Inschriftenkartusche, Sandstein, bezeichnet „1729“ | D-6-78-193-27  | weitere Bilder |
| Sankt-Johannes-Straße 18 (Standort)                            | Prozessionsaltar                                                   | Auf Säulen getragener Rundbogenaufsatz mit Erzengel Michael als Bekrönungsfigur, Rückwand mit Relief der Heiligen Familie, auf Tischsockel mit Inschriftenkartusche, Sandstein, bezeichnet „1731“ | D-6-78-193-28  | weitere Bilder |
| Sankt-Johannes-Straße 21 (Standort)                            | Relief                                                             | In Figurennische Sandsteinrelief der Heiligen Familie, darüber Gottvater und Heiliger Geist, darunter Inschriftenkartusche, in der Art des 18. Jahrhunderts, wohl 19. Jahrhundert | D-6-78-193-29  | weitere Bilder |
| Sankt-Johannes-Straße 26 (Standort)                            | Ehemaliges Wohnstallhaus                                           | Zweigeschossiger Satteldachbau mit massivem Erdgeschoss und Fachwerkobergeschoss, bezeichnet „1719“ | D-6-78-193-30  | weitere Bilder |
| Sankt-Johannes-Straße 29 (Standort)                            | Ehemaliges Wohnstallhaus                                           | Zweigeschossiger Satteldachbau mit verputztem Erdgeschoss und Fachwerkobergeschoss, Erdgeschoss mit geohrten Fensterrahmungen, bezeichnet „1720“ | D-6-78-193-32  | weitere Bilder |
| Sankt-Johannes-Straße 30 (Standort)                            | Ehemaliges Wohnstallhaus                                           | Zweigeschossiger, verputzter Fachwerkbau mit Satteldach, Erdgeschoss mit geohrten Fensterprofilen, 18. Jahrhundert | D-6-78-193-33  | weitere Bilder |
| Sankt-Johannes-Straße 30 (Standort)                            | Pforte                                                             | Rundbogengewände, Sandstein, mit jüngerer Christkönigfigur als Bekrönung, bezeichnet „1744“ | D-6-78-193-33  | weitere Bilder |
| Sankt-Johannes-Straße 31 (Standort)                            | Sühnekreuz                                                         | Einfach gehauenes Sandsteinkreuz mit Inschrift, bezeichnet 1691, Inschrift: „IHS / ANNO / 1691 / HAD HANZ WALZ / SEINEN SWAGER / ANDREAS REDNERT / ERMORD / IN DERN / SDUPEN / DIESER SDEI / N SDENIC / ZUM SPOD / ZUEN“ | D-6-78-193-216 | weitere Bilder |
| Sankt-Johannes-Straße 34 (Standort)                            | Ehemaliges katholisches Pfarrhaus                                  | Zweigeschossiger, verputzter Halbwalmdachbau, bezeichnet „1809“ | D-6-78-193-200 | weitere Bilder |
| Sankt-Johannes-Straße 34 (Standort)                            | Ehemaliges Ökonomiegebäude                                         | Westlich anschließender, zweigeschossiger, verputzter Walmdachbau, im Kern wohl gleichzeitig | D-6-78-193-200 | weitere Bilder |
| Sankt-Johannes-Straße 34 (Standort)                            | Hoftoranlage                                                       | Wohl gleichzeitig | D-6-78-193-200 | BW             |
| Sankt-Johannes-Straße 36 (Standort)                            | Katholische Pfarrkirche St. Johannes der Täufer                    | Saalbau mit eingezogenem Chord und nördlichem Chorturm mit Spitzhelm, dieser von 1574, Chor und Langhaus nach Plänen von Johann Michael Fischer, 1766; mit Ausstattung | D-6-78-193-26  | weitere Bilder |
| Sankt-Johannes-Straße 36 (Standort)                            | Friedhofsmauer                                                     | Bruchsteinmauerwerk, wohl 18. Jahrhundert | D-6-78-193-26  | weitere Bilder |
| Sankt-Johannes-Straße 36 (Standort)                            | Friedhofskreuz                                                     | Kruzifix auf Postament mit Inschrift, bezeichnet „1848“ und „1938“ | D-6-78-193-26  | weitere Bilder |
| Sankt-Johannes-Straße 38 (Standort)                            | Ehemaliges Pfarrhaus                                               | Zweigeschossiger, verputzter Traufseitbau mit Fachwerkobergeschoss und Satteldach, sowie Tordurchfahrt zum Friedhof, bezeichnet „1715“ | D-6-78-193-34  | weitere Bilder |
| Sankt-Johannes-Straße 38, im Durchgang (Standort)              | Bildstockkopf                                                      | Mit Kreuzigung, Heiligen Petrus und Andreas, Sandstein, bezeichnet „1607“ | D-6-78-193-34  | weitere Bilder |
| Sankt-Johannes-Straße 40 (Standort)                            | Ehemaliges Wohnstallhaus                                           | Zweigeschossiger, verputzter Satteldachbau, mit massivem Erdgeschoss mit geohrten Fensterprofilen, Obergeschoss im 19. Jahrhundert massiv erneuert, 18. Jahrhundert | D-6-78-193-35  | weitere Bilder |
| Sankt-Johannes-Straße 42 (Standort)                            | Hausmadonna                                                        | Figur der Heiligen Muttergottes mit Jesukind und Johannesknaben, auf Sockel mit Inschriftenkartusche, Sandstein, bezeichnet „1736“ | D-6-78-193-36  | weitere Bilder |
| Sankt-Johannes-Straße 46 (Standort)                            | Wohngebäude                                                        | Zweigeschossiger Sandsteinquaderbau mit Mansarddach, frühes 19. Jahrhundert; Hoftor, wohl gleichzeitig | D-6-78-193-38  | weitere Bilder |
| Sankt-Johannes-Straße 50 (Standort)                            | Prozessionsaltar                                                   | Baldachinartiger Aufsatz mit Hl. Georg als Bekrönungsfigur, Rückwand mit Relief des Letzten Abendmahles, auf Tischsockel mit verwitterter Inschriftenkartusche, Sandstein, bezeichnet „1762“ | D-6-78-193-39  | weitere Bilder |
| Sankt-Johannes-Straße 55 (Standort)                            | Wohngebäude                                                        | Zweigeschossiger, verputzter Satteldachbau, Obergeschoss Fachwerk, mit barocker Hausmadonna in Muschelnische sowie südlichem zweigeschossigem Satteldachanbau, Obergeschoss Fachwerk, Erdgeschoss massiv mit geohrten Fensterprofilen, beide 18. Jahrhundert | D-6-78-193-40  | weitere Bilder |
| Sankt-Johannes-Straße 55 (Standort)                            | Hoftoranlage                                                       | Rundbogenpforte mit profiliertem Sandsteingewände, darüber verbauter Ornamentstein, frühes 17. Jahrhundert | D-6-78-193-40  | weitere Bilder |
| Sankt-Johannes-Straße 55; Sankt-Johannes-Straße 59 (Standort)  | Prozessionsaltar                                                   | Baldachinartiger Aufsatz mit Heiligem Johann Nepomuk als Bekrönungsfigur, Rückwand mit Reliefdarstellung der fünf Heiligen Wunden, auf Tischsockel mit Inschriftenkartusche, Sandstein, bezeichnet „1752“ | D-6-78-193-41  | weitere Bilder |
| Sankt-Johannes-Straße 55; Sankt-Johannes-Straße 59 (Standort)  | Bildstockkopf                                                      | Eingemauert, mit Kreuzigungsdarstellung, Sandstein, 17. Jahrhundert | D-6-78-193-41  | weitere Bilder |
| Sankt-Johannes-Straße 56 (Standort)                            | Bildstockaufsatz                                                   | In Mauer eingelassener, rundbogiger Reliefaufsatz mit Kreuzigungsdarstellung in Flachnische, Sandstein, bezeichnet „1570“ | D-6-78-193-42  | weitere Bilder |
| Sankt-Johannes-Straße 70 (Standort)                            | Bildstock                                                          | Vierseitiger Reliefaufsatz mit kielbogigem Abschluss sowie Kreuzbekrönung und Darstellungen von Kreuzigung und den Heiligen Petrus und Laurentius, auf achtkatigem Pfeiler, Sandstein, bezeichnet „1620“ und „1626“ | D-6-78-193-44  | weitere Bilder |
| Nähe Seeweg (Standort)                                         | Wegkreuz                                                           | Kruzifix auf Tischsockel mit Inschriftenkartusche, darauf Figur der Mater Dolorosa, Sandstein, bezeichnet „1743“ | D-6-78-193-220 | weitere Bilder |

### Eßleben
| Lage                                                                               | Objekt                                    | Beschreibung | Akten-Nr.      | Bild             |
| ---------------------------------------------------------------------------------- | ----------------------------------------- | --- | -------------- | ---------------- |
| Grasholz (Standort)                                                                | Prozessionsaltar                          | Baldachinartiger Aufsatz, Rückwand mit Relief des Jesuskindes inmitten der 14 Nothelfer, auf Tischsockel mit Inschriftenkartusche, Sandstein, bezeichnet „1751“                                                         | D-6-78-193-79  | BW               |
| Hauptstraße 2 (Standort)                                                           | Wegkreuz                                  | Kruzifix auf Postament mit Inschriftenkartusche, Sandstein, Corpus und Kreuz erneuert, bezeichnet „1812“ | D-6-78-193-77  | weitere Bilder   |
| Hauptstraße 17 (Standort)                                                          | Kelleranlage                              | Ausgedehntes Kellersystem, 1574; nicht nachqualifiziert | D-6-78-193-59  | BW               |
| Hauptstraße 19 (Standort)                                                          | Bildstock                                 | Rundbogiger, stark verwitterter Reliefaufsatz auf Rundsäule über Postament, Sandstein, um 1800 | D-6-78-193-60  | weitere Bilder   |
| Hauptstraße 29 (Standort)                                                          | Bildstock                                 | Reliefaufsatz mit Kreuzigungsdarstellung und Stiftern, darüber Heiliger Georg, den Drachen tötend, von Giebel mit Kreuz bekrönt, auf Vierkantschaft mit Echterwappen über Postament, Sandstein, bezeichnet „1600“       | D-6-78-193-61  | weitere Bilder   |
| Im Zweimarterberg; Zweimarter (Standort)                                           | Säulenbildstock                           | Auf Sockel, vierseitiger Reliefaufsatz mit Kreuzigung und Schächern, Heiliger Petrus, Heiliger Georg als Drachentöter sowie Gekreuzigtem mit Stiftern, Sandstein, bezeichnet „1615“                                     | D-6-78-193-71  | weitere Bilder   |
| Kindergartenweg 3 (Standort)                                                       | Prozessionsaltar                          | Altarartiger Sockel mit von Voluten, Engeln und Heiligen flankiertem Baldachin, darin Relief der fünf Wunden Christi, bekrönt von Figur des Evangelisten Markus, Sandstein, 1747                                        | D-6-78-193-65  | Prozessionsaltar |
| Kirchgasse 2 (Standort)                                                            | Ehemaliges Pfarrhaus                      | Zweigeschossiger, verputzter Walmdachbau, bezeichnet „1810“ | D-6-78-193-62  | weitere Bilder   |
| Kirchgasse 2 (Standort)                                                            | Kriegerdenkmal für 1866 und 1870/71       | In Formen eines Altars mit Inschriften-Retabel, darüber Wappenkartusche, bekrönt von Figur des Heiligen Georg als Drachentöter, barockisierend, Sandstein, bezeichnet „1912“                                            | D-6-78-193-201 | weitere Bilder   |
| Kirchgasse 3 (Standort)                                                            | Prozessionsaltar                          | Postament mit Inschriftenkartusche, darauf von Säulen getragener Baldachin, Rückwand mit Kreuzigungsrelief, Kreuzschlepper als Bekrönung, Sandstein, bezeichnet „1719“                                                  | D-6-78-193-58  | weitere Bilder   |
| Kirchgasse 7 in der Mauer eines Ökonomiegebäudes gegenüber dem Friedhof (Standort) | Bildstockkopf                             | Sandstein, um 1750 | D-6-78-193-67  | BW               |
| Kirchgasse 7, in Mauer eingelassen (Standort)                                      | Bildstockkopf                             | Quadratischer Reliefaufsatz mit Kreuzigungsdarstellung, Sandstein, wohl 17. Jahrhundert | D-6-78-193-63  | weitere Bilder   |
| Kirchstraße 12 (Standort)                                                          | Wegkreuz                                  | Postament mit Kruzifix und Mater Dolorosa, Sandstein, 1866, Kreuz und Corpus aus Muschelkalk, im 20. Jahrhundert erneuert                                                                                               | D-6-78-193-66  | weitere Bilder   |
| Kirchstraße 19; Kirchgasse 2 (Standort)                                            | Katholische Pfarrkirche St. Georg         | Saalbau mit eingezogenem Chor und östlicher Turmfassade mit Welscher Haube, 1810; mit Ausstattung | D-6-78-193-56  | weitere Bilder   |
| Kirchgasse 2 (Standort)                                                            | Ölberggruppe                              | In modernem Kapellenbau, spätgotisch, Sandstein, um 1480 | D-6-78-193-56  | weitere Bilder   |
| Kirchstraße 22 (Standort)                                                          | Wappenstein                               | Relief dreier Wappen, darunter das der Echter, in kielbogiger Ädikula, Sandstein, bezeichnet „1606“ | D-6-78-193-64  | weitere Bilder   |
| Kirschental; Nähe Haus Nr. 26 (Standort)                                           | Bildstock                                 | rundbogiger Reliefaufsatz mit Kreuzigungsdarstellung auf Rundsäule über Postament, Sandstein, um 1800 | D-6-78-193-228 | BW               |
| Nähe Kirschental (Standort)                                                        | Friedhofskreuz                            | Kruzifix auf Postament mit Inschrift, Sandstein, bez. 1857 | D-6-78-193-229 | BW               |
| Mühlbachstraße 36 (Standort)                                                       | Prozessionsaltar                          | Nischenaufsatz mit Relief der 14 Nothelfer an der Rückwand, auf Sockel mit Pietàrelief und Inschrift, Sandstein, bezeichnet „1872“                                                                                      | D-6-78-193-76  | weitere Bilder   |
| Mühlwegäcker (Standort)                                                            | Kreuzschlepper                            | Stehender Christus mit Kreuz auf der rechten Schulter, Postament mit Inschrift, Sandstein, 1870; in modernem Kapellenbau                                                                                                | D-6-78-193-74  | BW               |
| Nähe Hauptstraße (Standort)                                                        | Prozessionsaltar                          | Rundbogiger, tonnengewölbter Nischenaufsatz, darin moderne Madonnenfigur, auf Tischsockel, Inschriftenkartusche verwittert, vor 1745                                                                                    | D-6-78-193-68  | BW               |
| Nähe Hauptstraße; Zweimarter (Standort)                                            | Prozessionsaltar, sogenannte Königsmarter | Nischenaufsatz auf Säulen mit Dreiecksgiebelabschluss, Rückwand mit Relief des Jesuskindes inmitten der 14 Nothelfer, darüber Heilige Dreifaltigkeit, auf Tischsockel mit Inschriftenfeld, Sandstein, bezeichnet „1882“ | D-6-78-193-73  | BW               |
| Nähe Herrenmarter (Standort)                                                       | Prozessionsaltar, sogenannte Herrenmarter | Rundbogiger Reliefaufsatz mit Kreuzbekrönung und Darstellung der Heiligen Monstranz flankiert von Engeln, auf Tischsockel mit Inschriftenkartusche, Sandstein, bezeichnet „1695“, renoviert 1747                        | D-6-78-193-215 | weitere Bilder   |
| Nähe Riedener Straße (Standort)                                                    | Prozessionsaltar                          | Tischsockel mit Inschriftenkartusche, darauf von Säulen getragener Baldachin, Rückwand mit Relief der Marienkrönung, bekrönt von Ecce-Homo-Figur, Sandstein, bezeichnet „1720“                                          | D-6-78-193-75  | weitere Bilder   |
| Nähe Schleifweg (Standort)                                                         | Bildstock, sogenannte Paulusmarter        | Rundbogiger Reliefaufsatz mit Pietà, Seiten mit Heiligen Petrus und Paulus, auf (1997 erneuertem) Vierkantpfeiler, Sandstein, bezeichnet „1658“                                                                         | D-6-78-193-202 | BW               |
| Nähe Theilheimer Weg (Standort)                                                    | Säulenbildstock                           | Mit Sockel und rundbogigem Reliefaufsatz mit Kreuzigungsdarstellung, darüber Inschriftenfeld mit Wappen, Rückseite mit Inschrift, Sandstein, bezeichnet „1626“; Säule erneuert                                          | D-6-78-193-69  | weitere Bilder   |
| Pflanzenländer (Standort)                                                          | Feldkreuz                                 | Kruzifix auf Sockel mit Inschrift, mit seitlich einschwingender Rücklage, Muschelkalk, bezeichnet „1947“ | D-6-78-193-78  | weitere Bilder   |
| Seeweg (Standort)                                                                  | Säulenbildstock                           | Auf Tischsockel mit Inschriftkartusche, mit Kreuz bekrönter Aufsatz mit Relief der Pietà mit Kreuz, Sandstein, bezeichnet „1718“                                                                                        | D-6-78-193-70  | weitere Bilder   |
| Seeweg (Standort)                                                                  | Wegkreuz, sogenanntes Eichelberger Kreuz  | Kruzifix auf Postament mit Inschriftenfeld, Sandstein, bezeichnet „1768“ | D-6-78-193-203 | BW               |
| Strohgasse 28 (Standort)                                                           | Prozessionsaltar                          | Sockel mit Inschrift auf verkröpftem Postament, rundbogige Nische mit Fruchtgehängen und Relief der Marienkrönung, rundbogiger Aufsatz mit Relief mit Kreuzfall Christi, Sandstein, barock, bezeichnet „1722“           | D-6-78-193-248 | weitere Bilder   |
| Vor dem oberen Tor (Standort)                                                      | Friedhofsmauer                            | Bruchsteinmauerwerk mit eingemauerten Epitaphien des 16./17. Jahrhunderts, wohl 18. Jahrhundert | D-6-78-193-57  | weitere Bilder   |
| Vor dem oberen Tor (Standort)                                                      | Kreuzweg                                  | 14 Stationen, Sockel mit rundbogigen Stelen mit figürlichen Reliefs, neugotisch, 1878, teilweise erneuert, 1957 | D-6-78-193-57  | weitere Bilder   |
| Zweimarter; Ortsende Richtung Opferbaum (Standort)                                 | Bildstock                                 | Rundbogiger Reliefaufsatz mit Kreuzbekrönung, teilweise verwittert, ehemals mit Darstellung der Kreuztragung, Rückseite mit Inschrift, auf Säule über Sockel, Sandstein, bezeichnet „1639“                              | D-6-78-193-72  | BW               |

### Ettleben
| Lage                                                        | Objekt | Beschreibung | Akten-Nr.      | Bild |
| ----------------------------------------------------------- | --- | --- | -------------- | --- |
| Am Ettlebner Holz (Standort)                                | Bildstock | Sockel mit Säule, rundbogiger Aufsatz mit Pilastern und Reliefs des Hl. Michael mit Seelenwaage, des Kreuzes (Rückseite) und von Heiligen (Schmalseiten), um 1700                                                                                  | D-6-78-193-312 | BW |
| Am Hühnerpfad (Standort)                                    | Bildstock | Vierseitiger Reliefaufsatz mit kielbogigem Abschluss und Kreuzbekrönung und Darstellungen von Kreuzigung, Geißelung Christi sowie Heiligen Petrus und Simon von Cyrene, auf Vierkantschaft über Sockel, Sandstein, bezeichnet „1614“               | D-6-78-193-204 | weitere Bilder                                                                                              |
| Am Waigolshauser Pfad (Standort)                            | Wegkapelle | Kleiner Bruchsteinmauerwerksbau mit Satteldach, wohl spätes 18./frühes 19. Jahrhundert | D-6-78-193-95  | weitere Bilder                                                                                              |
| An der alten Straße, In den Herbstriedern (Standort)        | Bildstock | Kannelierter Vierkantpfeiler unter vierseitigem Aufsatz mit halbplastischen Reliefs und Steinkreuzbekrönung, um 1650 | D-6-78-193-270 | BW |
| B7 (Standort)                                               | Bildstock | ionische Säule auf Postament, Aufsatz mit Inschriftkartusche, Kreuzigungsreliefs und reich verziertem Rundbogenabschluss, um 1720 | D-6-78-193-271 | BW |
| Bäckergasse (Standort)                                      | Kreuzschlepper | Figur des kreuztragenden Christus auf Knien, auf Vierkantschaft mit Heiligenfigur, über Sockel, Sandstein, um 1750 | D-6-78-193-80  | weitere Bilder                                                                                              |
| Bei der Nikolauskapelle (Standort)                          | Bildstock | Säulenschaft auf Sockel mit rundbogigem Reliefaufsatz des Gekreuzigten über Inschriftkartusche, Abschluss mit Kreuz, Sandstein, bez. 1645 | D-6-78-193-339 | BW |
| Beim Hirtentor, Lachgraben (Standort)                       | Bildstock | Reliefaufsatz mit walmartiger Bedachung mit Kreuzbekrönung und Kreuzigungsdarstellung, sowie Heilige Lukas und Elisabeth (Schmalseiten), auf Rundsäule über Sockel, Sandstein, bezeichnet „1629“                                                   | D-6-78-193-217 | weitere Bilder                                                                                              |
| Ettlebener Straße 1, in Mauer eingelassen (Standort)        | Bildstockkopf | Reliefdarstellung der Kreuzigung, darüber Gottvater, sowie eingemauertes, fürstbischöfliches Echterwappen, Sandstein, bezeichnet „1582“ | D-6-78-193-81  | weitere Bilder                                                                                              |
| Ettlebener Straße 7, in die Hauswand eingelassen (Standort) | Kruzifix | Kruzifix auf Postament mit Inschriftenkartusche, Sandstein, bezeichnet „1775“ | D-6-78-193-82  | weitere Bilder                                                                                              |
| Ettlebener Straße 11 (Standort)                             | Hoftoranlage | Rundbogige Fußgängerpforte mit Hl. Georg als Bekrönungsfigur, bezeichnet „1836“ | D-6-78-193-83  | weitere Bilder                                                                                              |
| Ettlebener Straße 18 (Standort)                             | Hoftoranlage | Fußgängerpforte mit Madonnenfigur, 1950 erneuert | D-6-78-193-84  | weitere Bilder                                                                                              |
| Ettlebener Straße 26, 26 a (Standort)                       | Heiligenfigur | vollplastische Darstellung des Erzengels, Sandstein, 1870 | D-6-78-193-329 | BW |
| Herrngasse (Standort)                                       | Bildstock | Rundbogiger Reliefaufsatz mit Darstellung der Monstranz, flankiert von Engeln, darunter Engelskopf, Rückseite mit Marienkrönung, auf Rundsäule über Postament mit Engelskopf, Sandstein, bezeichnet „1717“                                         | D-6-78-193-89  | weitere Bilder                                                                                              |
| Herrngasse 1 (Standort)                                     | Wappenstein | Fürstbischöfliches Wappen Julius Echter von Mespelbrunn, Sandstein, bezeichnet „16.“ | D-6-78-193-85  | weitere Bilder                                                                                              |
| Herrngasse 3 (Standort)                                     | Katholische Pfarrkirche St. Michael                                                                                       | Saalbau mit eingezogenem Chor und westlicher Turmfassade mit Welscher Haube, im Kern 1650, 1899–1900 weitreichende Umgestaltung; mit Ausstattung                                                                                                   | D-6-78-193-86  | weitere Bilder                                                                                              |
| Herrngasse 3 (Standort)                                     | Grabdenkmal | Triptychonartiges Epitaph, wohl mit integriertem Bildstockaufsatz mit Kreuzigung und Stifterfamilie, sowie Dreiecksgiebel, Sandstein, 1645 | D-6-78-193-86  | weitere Bilder                                                                                              |
| Herrngasse 5 (Standort)                                     | Wohngebäude | Zweigeschossiger verputzter Walmdachbau mit barocken Fensterrahmungen, 18. Jahrhundert | D-6-78-193-87  | weitere Bilder                                                                                              |
| Herrngasse 7 (Standort)                                     | Ehemaliges Pfarrhaus | Zweigeschossiger, verputzter Walmdachbau, um 1800 | D-6-78-193-88  | weitere Bilder                                                                                              |
| Hintere Gasse 17 (Standort)                                 | Hausfigur | Pietà in Rundbogennische mit Inschriftkartusche, Sandstein, um 1750 | D-6-78-193-327 | BW |
| Im Gänssteig (Standort)                                     | Bildstock | Dreiseitiger Reliefaufsatz mit Kreuzbekrönung und Darstellungen der Evangelisten Johannes und Markus sowie einer Kreuztragungsszene, auf Rundsäule über Sockel, Sandstein, wohl um 1750                                                            | D-6-78-193-97  | weitere Bilder                                                                                              |
| In der Trieb (Standort)                                     | Bildstock | Vierseitiger Reliefaufsatz mit kielbogigem Abschluss und Kreuzbekrönung sowie mit Darstellungen von Kreuzigung, Stifterfamilie unterm Kreuz und den Heiligen Andreas und Petrus, auf Vierkantschaft mit Echterwappen, Sandstein, bezeichnet „1611“ | D-6-78-193-98  | weitere Bilder                                                                                              |
| In der Trieb (Standort)                                     | Friedhofskreuz | Kruzifix auf gebauchtem Postament mit Inschriftenkartusche und seitlichen Voluten, darauf Figur der Mater Dolorosa, Sandstein, bezeichnet „1876“                                                                                                   | D-6-78-193-92  | weitere Bilder                                                                                              |
| In der Trieb (Standort)                                     | Kriegerdenkmal für die Gefallenen der Kriege von 1860, 1870/71, später mit Gedenktafeln für 1914–18 und 1939–45 erweitert | Abgelegter Helm und Kranz auf Säule mit reliefiertem Kriegsgerät über Postament, in halbrunder Einfassung, Sandstein, wohl Ende 19. Jahrhundert | D-6-78-193-92  | weitere Bilder                                                                                              |
| In der Trieb (Standort)                                     | Kreuzweg | 14 Stationen, figürliche Reliefdarstellungen mit halbkreisförmigem Abschluss über Sockel, Sandstein, Kalkstein, Anfang 20. Jahrhundert | D-6-78-193-92  | weitere Bilder                                                                                              |
| In der Trieb, in Friedhofsmauer eingelassen (Standort)      | Bildstockkopf | Mit Kreuzigungsdarstellung, Sandstein, um 1500 | D-6-78-193-92  | Bildstockkopf                                                                                               |
| Mühlstraße 12 (Standort)                                    | Ehemalige Mühle | Zweigeschossiger, verputzter Massivbau mit Satteldach und Stufengiebeln, bezeichnet „1652“ | D-6-78-193-90  | weitere Bilder                                                                                              |
| Nähe Bei der Klauskapelle (Standort)                        | Bildstock | Vierseitiger mit Kielbogenabschluss und Darstellungen von Kreuzigung, Pietà, Auferstehung und Heiligem Petrus, auf Vierkantpfeiler mit Echterwappen, Sandstein, bezeichnet „1589“                                                                  | D-6-78-193-94  | weitere Bilder                                                                                              |
| Nähe Eichenstraße (Standort)                                | Wegkreuz | Pietàskultur vor leerem Kreuz auf abgestuftem Postament mit Inschriftenkartusche, Sandstein, um 1800 | D-6-78-193-19  | BW |
| Nähe Ettlebener Straße (Standort)                           | Bildstock | Vierseitiger Reliefaufsatz mit kielbogigem Abschluss und Darstellungen von Kreuzigung, Pietà, Auferstehung sowie dem Heiligen Petrus, auf Vierkantpfeiler mit Echterwappen über Sockel, Sandstein, bezeichnet „1596“                               | D-6-78-193-93  | weitere Bilder                                                                                              |
| Rangenweg (Standort)                                        | Wegkreuz | Kruzifix auf Tischsockel mit Inschriftenkartusche, Sandstein, bezeichnet „1775“ | D-6-78-193-205 | weitere Bilder                                                                                              |
| an der Staatsstraße St 2447 (beim Wiesenhaus) (Standort)    | Kreuzschlepper | Figur des kreuztragenden Christus auf Knien, auf erneuertem Sockel mit Inschriftenkartusche, 18. Jahrhundert Meilenbank, sogenannte Vier-Meilen-Bank, Sandstein, Mitte 19. Jahrhundert                                                             | D-6-78-193-96  | weitere Bilder                                                                                              |
| Ettlebener Stück (beim Wiesenhaus) (Standort)               | Gedenkstein | Vierkantpfeiler in Art eines Grenzsteines mit pyramidenförmigen Abschluss und Inschrift, Sandstein, 1901 | D-6-78-193-332 | [[Vorlage:Bilderwunsch/code!/C:49.98896,10.13864!/D:Ettlebener Stück (beim Wiesenhaus), Gedenkstein!/\|BW]] |

### Mühlhausen
| Lage                              | Objekt                               | Beschreibung | Akten-Nr.      | Bild           |
| --------------------------------- | ------------------------------------ | --- | -------------- | -------------- |
| A 7 (Standort)                    | Bildstock                            | Sockel mit Inschrift, Pfeilerpostament mit Reliefs von Heiligen in rundbogigen Nischen, am Pfeiler Pietà, Konsole mit Inschrift, Aufsatz mit rundbogiger Nische und geschwungener Verdachung mit Relief des Gekreuzigten mit Assistenzfiguren, bezeichnet „1742“ | D-6-78-193-308 | BW             |
| Bonifaz-Kömm-Straße 3 (Standort)  | Wegkreuz                             | Kruzifix auf Postament mit Inschriftenkartusche, Sandstein, bezeichnet „1777“ | D-6-78-193-104 | BW             |
| Goldgasse 8 (Standort)            | Bildstock                            | Reliefaufsatz mit walmartiger Bedachung und Kreuzbekrönung sowie Darstellung der Maria als Himmelskönigin in Nische, auf Rundsäule mit Inschrift, über Sockel, Sandstein, bezeichnet „1624“                                                                      | D-6-78-193-100 | weitere Bilder |
| Grundmühlstraße 31 (Standort)     | Bildstock                            | Reliefaufsatz mit halbrundem Abschluss und Darstellung des Heiligen Georg als Drachentöter, Rückseite mit Kreuzigung, auf Rundsäule über Sockel, Sandstein, bezeichnet „1696“                                                                                    | D-6-78-193-101 | BW             |
| Holzberg (Standort)               | Bildstock                            | Rundbogiger Reliefaufsatz mit Kreuzbekrönung und Kreuzigungsdarstellung, auf abgefastem Vierkantschaft über Sockel, Sandstein, bezeichnet „1846“ | D-6-78-193-105 | BW             |
| Sankt-Martin-Straße (Standort)    | Bildstock                            | Reliefaufsatz mit Rundbogenabschluss und Darstellung der betenden Stifterfamilie vor dem Kreuz, auf Rundsäule, Sandstein, bezeichnet „1624“ | D-6-78-193-103 | weitere Bilder |
| Sankt-Martin-Straße 25 (Standort) | Bildstocksockel                      | Tischsockel mit Inschriftenkartusche, darauf Vierkantpfeiler, Aufsatz fehlt, Sandstein, 1727 | D-6-78-193-102 | weitere Bilder |
| Sankt-Martin-Straße 29 (Standort) | Relief des Gekreuzigten              | mit Assistenzfiguren, Sandstein, bez. 1606; in moderner Rahmung als Aufsatz eines modernen Bildstocks | D-6-78-193-275 | weitere Bilder |
| Sankt-Martin-Straße 33 (Standort) | Katholische Kuratiekirche St. Martin | Saalbau mit eingezogenem Chor und Chorturm mit Spitzhelm, Bau von 1694, Erweiterung, 1930; mit Ausstattung | D-6-78-193-99  | weitere Bilder |
| Sankt-Martin-Straße 33 (Standort) | Bildstock                            | Rundbogiger Reliefaufsatz mit Kreuzigungsdarstellung, Rückseite mit Christuskind inmitten der 14 Nothelfer, auf Vierkantpfeiler über Tischsockel, Sandstein, bezeichnet „1768“                                                                                   | D-6-78-193-99  | weitere Bilder |
| Weiße Marter (Standort)           | Bildstock, sogenannte Weiße Marter   | Rundbogiger Reliefaufsatz mit Kreuzigungsdarstellung, Rückseite mit Pietà, Rundsäule und Tischsockel erneuert, Sandstein, bezeichnet „1724“ | D-6-78-193-106 | BW             |

### Rundelshausen
| Lage                                                     | Objekt                                            | Beschreibung | Akten-Nr.      | Bild           |
| -------------------------------------------------------- | ------------------------------------------------- | --- | -------------- | -------------- |
| Dorfstraße 8 (Standort)                                  | Bildstock                                         | Rundbogiger Reliefaufsatz mit Kreuzbekrönung und Darstellung der Heiligen Dreifaltigkeit, auf Rundsäule über Sockel, Sandstein, 18. Jahrhundert                                                                                    | D-6-78-193-109 | weitere Bilder |
| Kreisstraße SW 29 (Standort)                             | Bildstock                                         | Vierseitiger Reliefaufsatz mit kielbogigem Abschluss und Kreuzbekrönung, sowie Darstellungen von Kreuzigung, Auferstandenem und Heiligem Petrus, auf Vierkantschaft mit Wappen, Sandstein, bezeichnet „1572“                       | D-6-78-193-111 | weitere Bilder |
| Nähe Eschenbach (Standort)                               | Bildstock                                         | Vierseitiger Reliefaufsatz mit kielbogigem Abschluss und Kreuzbekrönung sowie mit Darstellungen von Kreuzigung, Stifterfamilie unterm Kreuz und Heiliger Petrus, auf Vierkantschaft mit Echterwappen, Sandstein, bezeichnet „1611“ | D-6-78-193-110 | weitere Bilder |
| Ortsverbindungsstraße Stettbach-Rundelshausen (Standort) | Bildstock                                         | Pietàgruppe auf Rundsäule mit Inschriftenaufsatz, über Tischsockel, Sandstein, um 1750 | D-6-78-193-112 | weitere Bilder |
| Petersgarten 1 (Standort)                                | Katholische Filialkirche St. Petrus von Alcantara | Saalbau mit eingezogenem Chor und nördlichem Turm mit Pyramidendach, Bruchsteinmauerwerk, 1860; mit Ausstattung | D-6-78-193-107 | weitere Bilder |
| Petersgarten 1 (Standort)                                | Friedhofskreuz                                    | auf Sockel mit Inschriftkartusche, Schrift abgewittert, Sandstein, um 1730, 1945 zerstört und 1948 wiedererrichtet | D-6-78-193-321 | BW             |
| Petersgarten 2 (Standort)                                | Ehemalige Schule                                  | Zweigeschossiger, verputzter Massivbau mit Satteldach und Treppengiebeln, 1875 | D-6-78-193-108 | weitere Bilder |
| Weinbergweg 1 (Standort)                                 | Bildstock                                         | Vierseitiger Reliefaufsatz mit Darstellungen von Kreuzigung, einem Stifterpaar unter dem Kreuz und dem Heiligen Kilian, auf Vierkantschaft mit Echterwappen über Sockel, Sandstein, bezeichnet „1614“                              | D-6-78-193-113 | weitere Bilder |

### Schleerieth
| Lage                         | Objekt                                                    | Beschreibung | Akten-Nr.      | Bild           |
| ---------------------------- | --------------------------------------------------------- | --- | -------------- | -------------- |
| An den Gaden (Standort)      | Rest der Kirchgadenanlage                                 | Zweigeschossiger Satteldachbau mit Bruchsteinerdgeschoss und Fachwerkobergeschoss, bezeichnet „1675“ | D-6-78-193-115 | weitere Bilder |
| Brühlstraße (Standort)       | Bildstock                                                 | Rundbogiger Reliefaufsatz mit Mondsichelmadonna, darunter Erzengel Michael, auf Rundsäule über Tischsockel mit Inschriftenkartusche, Sandstein, bezeichnet „1726“ | D-6-78-193-126 | weitere Bilder |
| Nähe Brühlstraße (Standort)  | Bildstock                                                 | abgefaster Vierkantpfeiler mit vierseitigem Reliefaufsatz und Abschluss mit Kleeblattbogen, Relief des Gekreuzigten stark abgewittert, bez. wohl 1560 | D-6-78-193-334 | weitere Bilder |
| Brühlstraße 20 (Standort)    | Bildstock                                                 | Reliefaufsatz mit Giebeldach und Kreuzigungsdarstellung auf Vierkantschaft mit Inschrift über Sockel, Sandstein, Mitte 15. Jahrhundert | D-6-78-193-122 | Bildstock      |
| Brühlstraße (Standort)       | Prozessionsaltar                                          | Baldachinartiger Aufsatz mit Hl. Nikolaus als Bekrönungsfigur, Rückwand mit Relief der Heiligen Familie, auf Postament mit Inschriftenkartusche, Sandstein, um 1750 | D-6-78-193-125 | weitere Bilder |
| Egenhausener Pfad (Standort) | Bildstock                                                 | Rundbogiger Reliefaufsatz mit Kreuzbekrönung und Darstellung der Fünf Wunden Christi, darunter Inschriftenkartusche, auf und Rundsäule über Tischsockel mit Inschriftenkartusche, Sandstein, bezeichnet „1745“ | D-6-78-193-130 | weitere Bilder |
| Lindenstraße (Standort)      | Prozessionsaltar                                          | Baldachinartiger Aufsatz mit Wolken, Putten und Monstranz als Bekrönung, Rückwand mit Reliefdarstellung der Fünf Wunden Christi, auf Tischsockel mit Fegefeuerdarstellung, Sandstein, um 1750 | D-6-78-193-116 | weitere Bilder |
| Nähe Brühlstraße (Standort)  | Friedhofskreuz                                            | Kruzifix auf Postament mit Inschriftenfeld, Sandstein, bezeichnet „1811“ | D-6-78-193-123 | weitere Bilder |
| Schlehenstraße (Standort)    | Bildstock                                                 | Ein von zwei Rundsäulen getragener Architrav mit Kreuzigungsrelief und Bekrönungsfigur des Heiligen Georg als Drachentöter über bankartigem Sockel, Sandstein, bezeichnet „1715“ | D-6-78-193-124 | weitere Bilder |
| Schlehenstraße 5 (Standort)  | Wohngebäude                                               | Zweigeschossiger Satteldachbau mit massivem Erdgeschoss und Fachwerkobergeschoss, erste Hälfte 19. Jahrhundert | D-6-78-193-117 | weitere Bilder |
| Schlehenstraße 7 (Standort)  | Hausfigur                                                 | Figur des Heiligen Valentinus, Sandstein, 18. Jahrhundert | D-6-78-193-118 | weitere Bilder |
| Schlehenstraße 8 (Standort)  | Katholische Pfarrkirche Mariae Himmelfahrt und Hl. Kilian | Saalbau mit eingezogenem Chor und östlichem Chorturm mit Spitzhelm, Turm Anfang 17. Jahrhundert, Langhaus 1861–62; mit Ausstattung | D-6-78-193-114 | weitere Bilder |
| Schlehenstraße 11 (Standort) | Ehemaliger Pfarrhof,                                      | Pfarrhaus, zweigeschossiger, verputzter Massivbau mit Satteldach und profilierten Fensterrahmungen, 17. Jahrhundert; Pfarrscheune, Bruchsteinmauerwerksbau mit Satteldach, gleichzeitig Ökonomiegebäude, zweigeschossiger Satteldachbau mit massivem Erdgeschoss und Fachwerkobergeschoss, wohl 18. Jahrhundert Einfriedung, Bruchstein, wohl 17./18. Jahrhundert | D-6-78-193-119 | weitere Bilder |
| Schlehenstraße 13 (Standort) | Wohngebäude                                               | Zweigeschossiger, verputzter Schopfwalmdachbau, mit massivem Erdgeschoss und Fachwerkobergeschoss, bezeichnet „1809“ | D-6-78-193-120 | weitere Bilder |
| Schlehenstraße 15 (Standort) | Hoftoranlage                                              | Mit reich ornamentierter Pforte, Sandstein, bezeichnet „1858“ | D-6-78-193-121 | weitere Bilder |
| Starenberg ()                | Bildstock                                                 | Reliefaufsatz mit Kreuzigungsdarstellung, auf Rundsäule mit Weinrankenornament über Sockel, Sandstein, bezeichnet „1711“; nicht nachqualifiziert | D-6-78-193-128 |                |
| Steinweg 2 (Standort)        | Bildstock                                                 | Reliefaufsatz mit verwitterter Pietàdarstellung, flankiert von den Heiligen Barbara und Margaretha, auf Rundsäule mit Weinrankenornament über Postament, Sandstein, bezeichnet „1700“ | D-6-78-193-132 | weitere Bilder |
| Trieb (Standort)             | Bildstock                                                 | 1780 | D-6-78-193-133 | BW             |
| Unterm Dorf (Standort)       | Bildstock                                                 | Dreiseitiger Reliefaufsatz mit Darstellungen von Kreuzigung, Muttergottes mit Strahlenkranz und Heiligem Bischof Kilian, sowie mit doppelter Bekrönungsfigur Jesu auf der Rast und Heilige mit Palmwedel, auf achtkantiger kannelierter Säule über Tischsockel, Sandstein, bezeichnet „1622“                                                                      | D-6-78-193-127 | weitere Bilder |
| Weichselgarten (Standort)    | Kreuzschlepper                                            | Figur des kreuztragenden Christus auf Knien über Postament mit Inschrift, Sandstein, bezeichnet „1729“ | D-6-78-193-134 | BW             |

### Schnackenwerth
| Lage                                                           | Objekt                                                    | Beschreibung | Akten-Nr.      | Bild |
| -------------------------------------------------------------- | --------------------------------------------------------- | --- | -------------- | --- |
| Am Gänsried (Standort)                                         | Wegkreuz                                                  | Kruzifix auf Tischsockel mit Inschrift, Sandstein, Sockel 19. Jh., Corpus 20. Jh. | D-6-78-193-235 | BW |
| Beim Lehenlein (Standort)                                      | Bildstock                                                 | ionische Säule über Sockel, Aufsatz mit Relief des Hl. Christophorus sowie Pietà, Sandstein, bez. 1747 | D-6-78-193-281 | BW |
| An der Weth (Standort)                                         | Prozessionsaltar                                          | Tonnengewölbter Nischenaufsatz über Sockel, mit moderner Figur des Heiligen Andreas, Sandstein, 1701 | D-6-78-193-238 | BW |
| Nähe Buschgartenweg (Standort)                                 | Kapelle, sogenanntes Käppelle                             | Kleiner, verputzter Massivbau mit flachem Walmdach, neugotisch, 1876; mit Ausstattung | D-6-78-193-141 | weitere Bilder |
| Nähe Buschgartenweg (Standort)                                 | Rosenkranzweg                                             | Sechs Stationen mit Reliefdarstellungen aus dem Zyklus der Sieben Schmerzen Mariens, Sandstein, 1880, ergänzt um eine jüngere Lourdesgrotte mit Marienfigur als siebte Station, wohl spätes 19./frühes 20. Jahrhundert                                                                                               | D-6-78-193-141 | BW |
| Geldersheimer Straße (Standort)                                | Bildstock                                                 | Rundbogiger Reliefaufsatz mit Darstellung des Kreuzfalls Christi mit Soldaten, Rückseite mit Heiligem Valentin, auf Rundsäule über Tischsockel, Sandstein, bezeichnet „1747“ | D-6-78-193-144 | weitere Bilder |
| Geldersheimer Straße (südlich des Ortes) (Standort)            | Bildstock                                                 | Reliefaufsatz mit Darstellung der Dornenkrönung, sowie den Heiligen Jakobus und Sebastian (Schmalseiten), auf sich nach oben verjüngender Säule mit reichem Akanthusornament, über Tischsockel, Sandstein, bezeichnet „1712“                                                                                         | D-6-78-193-145 | weitere Bilder |
| Geldersheimer Straße 3 (Standort)                              | Gasthaus, sogenanntes Weißes Ross                         | Zweigeschossiger, verputzter Mansardwalmdachbau, bezeichnet 1786, nach Norden verlängert, zweite Hälfte 19. Jahrhundert | D-6-78-193-136 | weitere Bilder |
| Güßgraben (Standort)                                           | Bildstock                                                 | Reliefaufsatz mit Darstellung der 14 Heiligen, Rückseite mit Pietà, auf abgefastem Vierkantschaft über Tischsockel mit Inschriftenfeld, Sandstein, bezeichnet „1891“ | D-6-78-193-135 | BW |
| Kirchplatz (Standort)                                          | Kriegerdenkmal für die Gefallenen des Krieges von 1914–18 | Nischenaufsatz mit Kreuzbekrönung und seitlichen Voluten, darin Kreuzschlepperfigur von 1715, Sockel mit Tumbavorbau, darüber Relief eines niederliegenden Soldaten und eines Genius, flankiert von Pfeilern, Sandstein, 1923                                                                                        | D-6-78-193-139 | weitere Bilder |
| Kirchplatz (Standort)                                          | Kruzifix                                                  | Sockel mit gedrungenem Kreuz und niedrig angebrachtem Korpus, Sandstein, bezeichnet „1955“ | D-6-78-193-286 | BW |
| Kirchplatz 14 (Standort)                                       | Friedhof mit Resten der historischen Friedhofsmauer       | Bruchsteinmauerwerk, mit eingemauerten Grabdenkmälern, wohl 18. Jahrhundert | D-6-78-193-142 | weitere Bilder |
| Nähe Kirchplatz (Standort)                                     | Friedhofskreuz                                            | Kruzifix auf Tischsockel mit Inschriftenkartusche, darauf Figur der Mater Dolorosa, Sandstein, bezeichnet „1742“ | D-6-78-193-142 | weitere Bilder |
| Nähe Kirchplatz (Standort)                                     | Kreuzweg                                                  | Vierzehn Stationen, Aufsatz mit kielbogigem Abschluss, figürlichen Reliefs und Zweipassmotiv über Sockel, neugotisch, Sandstein, 1870 | D-6-78-193-142 | weitere Bilder |
| Kirchplatz 16 (Standort)                                       | Katholische Pfarrkirche St. Andreas                       | Saalbau mit eingezogenem Chor und Chorturm mit Spitzhelm, Turm von 1612, Langhausneubau von Johann Müller aus Eßleben, 1749–51; mit Ausstattung | D-6-78-193-137 | weitere Bilder |
| Nähe Kirchplatz (Standort)                                     | Gadenanlage                                               | Dreiseitig um die Kirche angeordnet, westlicher Flügel nach Kirchenerweiterung um 1750 abgebrochen, ein- bzw. zweigeschossige Massivbauten, teilweise mit Fachwerkoberstock und Satteldächern, im Kern teilweise 16. Jahrhundert, maßgebliche Um- und Neubauten im 17./18. Jahrhundert, bezeichnet „1728“ und „1787“ | D-6-78-193-138 | weitere Bilder |
| Nähe Seewiesen (Standort)                                      | Bildstock                                                 | Reliefaufsatz mit Heiligem Andreas als Bekrönungsfigur und Darstellung einer Madonna inmitten der 14 Nothelfer, Rückseite mit Pietàdarstellung, auf Rundsäule über Tischsockel mit Inschriftenkartusche, Sandstein, bezeichnet „1733“                                                                                | D-6-78-193-146 | BW |
| Nähe Seewiesen, Straße nach Bergrheinfeld ()                   | Bildstock                                                 | 1753; nicht nachqualifiziert, im Bayerischen Denkmal-Atlas nicht kartiert | D-6-78-193-147 | |
| Stöckigbach (Standort)                                         | Bildstock                                                 | Rechteckiger Reliefaufsatz mit Darstellungen der Kreuzigung und Heiligem Georg als Drachentöter, auf Rundsäule über Sockel, Sandstein, bezeichnet „1628“ | D-6-78-193-143 | BW |
| Untere Point (Standort)                                        | Bildstock                                                 | Reliefaufsatz mit Kreuzbekrönung und Kreuzigungsdarstellung, Rückseite mit Heiligem Georg als Drachentöter, auf Rundsäule über Sockel, 1768 | D-6-78-193-148 | BW |
| Werntalstraße 3 (Standort)                                     | Bildstock                                                 | Reliefaufsatz mit Kreuzbekrönung und Darstellung der Stifterfamilie mit Gottvater und Heigem Geist, Rückseite mit Kreuzigung, auf Pfeiler über Sockel, Sandstein, bezeichnet „1625“ | D-6-78-193-140 | weitere Bilder |
| Werntalstraße 3 (Standort)                                     | Hausfigur                                                 | Hl. Bonifatius in Rundbogennische mit Dreipass, Neuromanisch, Sandstein, 1894 | D-6-78-193-326 | BW |
| Werntalstraße 5 (Standort)                                     | Hausfigur                                                 | Hl. Michael in Rundbogennische, Sandstein, 1866 | D-6-78-193-325 | BW |
| Werntalstraße 7 (Standort)                                     | Sockelrelief mit Inschriftkartusche                       | Relief eines Bildstockaufsatzes Maria Königin mit Vierzehnnothelfern, darüber Hl. Andreas, Sandsteinfragmente, in die Mauer des Wohnhauses eingelassen, Inschriftenkartusche bez. 1779 | D-6-78-193-233 | BW |
| Werntalstraße 16 (Standort)                                    | Hausfigur                                                 | Skulptur des Ecce Homo auf Postament, Sandstein, 1773, nach 2000 erneuert | D-6-78-193-234 | BW |
| Werntalstraße 20 (Standort)                                    | Hausfigur                                                 | Gekreuzigter mit Muttergottes, Sandstein, 1902 | D-6-78-193-323 | BW |
| Werntalstraße 22 (Standort)                                    | Hausfigur                                                 | Sandsteinskulptur einer Maria Immaculata, 18. Jahrhundert | D-6-78-193-206 | weitere Bilder |
| Werntalstraße 24 (Standort)                                    | Hausfigur                                                 | Heilige Familie, Sandstein, Mitte 18. Jh. | D-6-78-193-324 | BW |
| Maingreuth (nahe der Gemeindegrenze zu Geldersheim) (Standort) | Bildstock, sogenannte Mausmarter                          | Aufsatz mit Himmelfahrt Christi, bezeichnet „1621“ | D-6-78-193-310 | [[Vorlage:Bilderwunsch/code!/C:50.02361,10.1377!/D:Maingreuth (nahe der Gemeindegrenze zu Geldersheim), Bildstock, sogenannte Mausmarter!/\|BW]] |

### Schraudenbach
| Lage                                                     | Objekt                                           | Beschreibung | Akten-Nr.      | Bild           |
| -------------------------------------------------------- | ------------------------------------------------ | --- | -------------- | -------------- |
| Arnsteiner Weg (Standort)                                | Bildstock                                        | Vierseitiger Reliefaufsatz mit kielbogigem Abschluss und Kreuzbekrönung, sowie Darstellungen von Kreuzigung sowie den Heiligen Petrus und Jakobus, auf Vierkantpfeiler mit Echterwappen, Sandstein, bezeichnet „1587“ | D-6-78-193-155 | weitere Bilder |
| Arnsteiner Weg (Standort)                                | Wegkreuz                                         | Kruzifix auf Postament mit Inschriftenfeld, gefasster Holzcorpus, Sandstein, bezeichnet „1867“ | D-6-78-193-156 | weitere Bilder |
| Gambachstraße 31, in die Hauswand eingelassen (Standort) | Bildstock                                        | Reliefaufsatz mit Darstellung der Heiligen Familie, darüber Gottvater und Heiliger Geist, auf Rundsäule mit Weinrankenornament über Sockel, Sandstein, bezeichnet „1721“                                              | D-6-78-193-150 | weitere Bilder |
| Gambachstraße 46 (Standort)                              | Marienfigur                                      | Skulptur der Maria Immaculata auf in die Hauswand eingelassenen Sockel mit verwitterter Inschriftenkartusche, Sandstein, bezeichnet „1764“                                                                            | D-6-78-193-207 | weitere Bilder |
| Gambachstraße 57 (Standort)                              | Katholische Kuratiekirche St. Jakobus der Ältere | Saalbau mit eingezogenem Chor und Turmfassade mit Welscher Haube, 1752; mit Ausstattung | D-6-78-193-149 | weitere Bilder |
| Gambachstraße 61 (Standort)                              | Pietà                                            | Vesperbild vor leerem Kreuz auf Sockel mit verwitterter Inschriftenkartusche, Sandstein, um 1770 | D-6-78-193-151 | BW             |
| Gambachstraße 67 (Standort)                              | Ehemaliges Wohnstallhaus                         | Zweigeschossiger, verputzter Fachwerkbau mit Krüppelwalmdach, 18. Jahrhundert | D-6-78-193-152 | weitere Bilder |
| Gambachstraße 81 (Standort)                              | Ehemaliges Schulhaus                             | Zweigeschossiger, verputzter Eckbau mit abgeschnittenem Walmdach, Zwerchhausrisalit und Putzgliederung, in Formen des Jugendstils, von Bezirksbaumeister Stelter, 1905                                                | D-6-78-193-153 | weitere Bilder |
| Schraudenbacher Forst (Standort)                         | Heiligenhäuschen                                 | Ädikula mit Rundbogennische und Relief des Gekreuzigten, Sandstein, 2. Hälfte 17. Jh. | D-6-78-193-338 | BW             |
| Seeäcker (Standort)                                      | Bildstock                                        | Reliefaufsatz mit Giebeldach und Darstellung der Kreuzigung, sowie den Heiligen. Petrus und Rochus (Schmalseiten), auf Vierkantpfeiler, Sandstein, bezeichnet „1596“                                                  | D-6-78-193-154 | weitere Bilder |

### Stettbach
| Lage                                            | Objekt                               | Beschreibung | Akten-Nr.      | Bild           |
| ----------------------------------------------- | ------------------------------------ | --- | -------------- | -------------- |
| Kirschental (Standort)                          | Kreuzschlepper                       | Figur des kreuztragenden Christus auf Knien, Sockel mit Inschrift, auf Rundsäule über Sockel, Sandstein, bezeichnet „1733“                                                                    | D-6-78-193-163 | weitere Bilder |
| Kirschental 16, auf der Hofpforte (Standort)    | Sandsteinfigur des hl. Petrus        | Barock, 18. Jh. | D-6-78-193-313 | BW             |
| Kirschental 8 (Standort)                        | Bildstock                            | Reliefaufsatz mit Giebeldach, Kreuzbekrönung und Pietàdarstellung in Nische, auf Vierkantsäule mit Inschriftenaufsatz, Sandstein, bezeichnet „1876“                                           | D-6-78-193-158 | weitere Bilder |
| Kirschental 12 (Standort)                       | Katholische Pfarrkirche St. Leonhard | Saalbau mit eingezogenem Chor und südlichem Turm mit Pyramidendach, Bruch- und Hausteinmauerwerk, von Wilhelm Fahlbusch, 1931; mit Ausstattung                                                | D-6-78-193-157 | weitere Bilder |
| Kirschental 44, in Mauer eingelassen (Standort) | Prozessionsaltar                     | Tonnengewölbter Aufsatz mit Kreuzbekrönung, Rückwand mit Relief der Kreuzigung, auf Tischsockel, Sandstein, bereits stark verwittert, 18. Jahrhundert                                         | D-6-78-193-159 | weitere Bilder |
| Kirschental 49 (Standort)                       | Prozessionsaltar                     | Baldachinartiger Aufsatz mit Engelsköpfen, Rückwand mit Pietàrelief, auf Sockel mit Inschriftenkartusche, Sandstein, bezeichnet „1778“                                                        | D-6-78-193-160 | weitere Bilder |
| Kirschental 59 (Standort)                       | Bildstockaufsatz                     | Rundbogiger Reliefaufsatz mit Kreuzigungsdarstellung, Sandstein, um 1800 | D-6-78-193-161 | weitere Bilder |
| Kreisstraße SW 15 (Standort)                    | Bildstock                            | Vierseitiger Reliefaufsatz mit kleeblattbogigem Abschluss und Kreuzbekrönung, sowie Darstellungen von Kreuzigung, Pietà und Heiligem Petrus, auf Vierkantschaft, Sandstein, bezeichnet „1591“ | D-6-78-193-164 | weitere Bilder |
| Schulstraße (Standort)                          | Bildstock                            | Rundbogiger Reliefaufsatz mit Kreuzbekrönung und Kreuzigungsdarstellung, auf Rundsäule über Sockel, Sandstein, bezeichnet „1661“                                                              | D-6-78-193-162 | weitere Bilder |
| Unterer Berg (Standort)                         | Kapelle, sogenanntes Käppele         | Einfacher, verputzter Massivbau mit Satteldach; Kruzifix und Kreuzweg mit vierzehn Stationen, 1871, erneuert 1957                                                                             | D-6-78-193-165 | weitere Bilder |

### Vasbühl
| Lage                                                 | Objekt                                           | Beschreibung | Akten-Nr.      | Bild           |
| ---------------------------------------------------- | ------------------------------------------------ | --- | -------------- | -------------- |
| Am Kirchberg 6 (Standort)                            | Katholische Kuratiekirche St. Jakobus der Ältere | Saalbau mit eingezogenem Chor und östlichem Turm mit Spitzhelm, dieser um 1600, Langhaus unter Verwendung ältere Bauteile (Portale 1686) erneuert, 1930 | D-6-78-193-166 | weitere Bilder |
| Am Kirchberg 6 (Standort)                            | Kruzifix                                         | Kreuz mit Corpus auf Tischsockel mit Schädelstätte und Inschriftenfeld, Sandstein, bezeichnet „1833“ | D-6-78-193-166 | Kruzifix       |
| Am Kirchberg 8 (Standort)                            | Hoftoranlage                                     | Mit separater Fußgängerpforte mit kielbogigem Abschluss, Sandstein, bezeichnet „1695“ | D-6-78-193-167 | weitere Bilder |
| Hinterm Dorf (Standort)                              | Kreuzweg                                         | 14 Stationen, Aufsatz mit gemalten Sationsbildern und Rundbogengiebel mit Kreuzbekrönung, über Sockel, Sandstein, um 1900 | D-6-78-193-173 | BW             |
| Hinterm Dorf (Standort)                              | Friedhofskreuz                                   | Kruzifix auf Tischsockel mit Inschrift, Sandstein, um 1900 | D-6-78-193-337 | BW             |
| Hinterm Dorf (Standort)                              | Prozessionsaltar                                 | Baldachinartiger Aufsatz, Rückwand mit Darstellung des Auferstandenen, auf Tischsockel mit Inschriftenkartusche, Sandstein, bezeichnet „1739“ | D-6-78-193-174 | weitere Bilder |
| Hinterm Herrschaftsgarten (Standort)                 | Prozessionsaltar                                 | Baldachinartiger Aufsatz mit Kreuzbekrönung, Rückseite mit Madonnenrelief, auf Tischsockel mit Inschriftenkartusche, Sandstein, bezeichnet „1748“ | D-6-78-193-176 | weitere Bilder |
| Löhleinweg; Stöckig (Standort)                       | Bildstock                                        | Vierseitiger Reliefaufsatz mit kielbogigem Abschluss und Kreuzbekrönung, sowie Darstellungen von Kreuzigung, Adam und Eva sowie den Heiligen Andreas und Petrus, auf Vierkantpfeiler mit Echterwappen, über Sockel, Sandstein, bezeichnet „1604“ und „1629“ | D-6-78-193-175 | BW             |
| Nähe Herrschaftsgarten; Nähe Schloßstraße (Standort) | Ehemalige Scheune der Schlossökonomie            | Bruchsteinmauerwerksbau mit Satteldach, 18. Jahrhundert | D-6-78-193-169 | BW             |
| Schloßstraße 16 (Standort)                           | Ehemaliges Schloss                               | Zweigeschossiger Bruchsteinmauerwerksbau mit Satteldach, mit geohrten Fensterrahmungen und Volutengiebel, bezeichnet „1677“ | D-6-78-193-168 | weitere Bilder |
| Schloßstraße 19 (Standort)                           | Ehemaliges Bauernhaus                            | Zweigeschossiger Fachwerkbau mit Satteldach, bezeichnet 1839 | D-6-78-193-170 | BW             |
| Sankt-Jakobus-Straße (Standort)                      | Prozessionsaltar                                 | Baldachinartiger Aufsatz mit Evangelist Matthäus als Bekrönungsfigur, Rückwand mit Relief des Letzten Abendmahles, auf Tischsockel mit Inschriftenkartusche, Sandstein, bezeichnet „1759“                                                                   | D-6-78-193-172 | weitere Bilder |
| Von-Münster-Straße 15 (Standort)                     | Hoftoranlage                                     | Mit separater Fußgängerpforte mit reich profiliertem Gewände, Sandstein, bezeichnet „1851“ | D-6-78-193-171 | BW             |
| Weidigweinberge (Standort)                           | Wegkreuz                                         | Kruzifix auf Sockel mit Inschrift, Sandstein, bez. 1927 | D-6-78-193-336 | BW             |
| Werntalstraße 5 (Standort)                           | Hausfigur, Hl. Michael                           | in Rundbogennische, Sandstein, 1866 | D-6-78-193-335 | BW             |

### Zeuzleben
| Lage                                                                    | Objekt                                                            | Beschreibung | Akten-Nr.      | Bild           |
| ----------------------------------------------------------------------- | ----------------------------------------------------------------- | --- | -------------- | -------------- |
| Am Burgweg (Standort)                                                   | Bildstock                                                         | Reliefaufsatz mit Kreuzbekrönung und Darstellungen der Kreuzigung und Heiligen Dreifaltigkeit, auf Rundsäule über Tischsockel mit Inschriftenkartusche, Sandstein, bezeichnet „1768“                                                                           | D-6-78-193-196 | weitere Bilder |
| Am Burgweg (Standort)                                                   | Bildstock                                                         | Vierseitiger Aufsatz mit kielbogigem Abschluss und Kreuzbekrönung, sowie Darstellungen von Kreuzigung, Heiligem Sebastian, Stifterfigur und Gekreuzigtem, auf Vierkantpfeiler mit Echterwappen, über Sockel, bezeichnet „1575“                                 | D-6-78-193-195 | BW             |
| Am Damm (Standort)                                                      | Bildstock                                                         | Reliefaufsatz mit Rundbogenabschluss über Säulenschaft auf Postament, Darstellung der Marienkrönung (recto) und Pietà (verso), Sandstein, bez. 1712 und 1756                                                                                                   | D-6-78-193-293 | BW             |
| Am hohen Kreuz (Standort)                                               | Wegkreuz                                                          | Kruzifix auf Tischsockel mit Inschriftenkartusche, Sandstein, bezeichnet „1766“ | D-6-78-193-193 | weitere Bilder |
| Am Rasenweg (Standort)                                                  | Wegkreuz                                                          | Kruzifix auf Sockel mit Reliefdarstellungen des Heiligen Georg als Drachentöter, einem Bischof sowie des Blutwunders von Walldürn, darauf Skulptur der Mater Dolorosa, Sandstein, bezeichnet „1688“, „1712“ und „1833“                                         | D-6-78-193-198 | weitere Bilder |
| Am Sonnenhügel 1 (Standort)                                             | Kreuzschlepper                                                    | auf Säule und Postament über Sockel mit verzierter Inschriftentafel, Sandstein, bez. 1749 | D-6-78-193-294 | BW             |
| Anger (Standort)                                                        | Kreuzschlepper                                                    | Figur des kreuztragenden Christus auf Knien, über erneuertem Sockel, Sandstein, 1730 | D-6-78-193-178 | weitere Bilder |
| Anger (Standort)                                                        | Bildstock                                                         | Giebelaufsatz mit Kreuzigungsrelief, 1489; Sockel und Vierkantpfeiler 1963 erneuert | D-6-78-193-289 | weitere Bilder |
| Anger 9 (Standort)                                                      | Hausfigur                                                         | Pietà, Sandstein, 19. Jahrhundert | D-6-78-193-179 | weitere Bilder |
| Bahnlinie Waigolshausen-Gemünden (Standort)                             | Eisenbahnüberführung                                              | Einjochige Bogenbrücke aus Quadermauerwerk und sich zum Scheitel verjüngendem Segmentbogen, 1879 | D-6-78-193-311 | BW             |
| Bundesstraße 26 (Standort)                                              | Wegkreuz                                                          | Kruzifix auf Tischsockel mit Inschriftenfeld und seitlichen Voluten, Sandstein, bezeichnet „1823“ | D-6-78-193-197 | weitere Bilder |
| Beim Sickgraben; an Flur „Am Pfaffenweg“ ca. 1 km nördlich des Ortes () | Bildstock                                                         | nicht nachqualifiziert | D-6-78-193-194 |                |
| Dorfgrabenweg (Standort)                                                | Bildstock                                                         | Vierseitiger Reliefaufsatz mit Kreuzbekrönung und Darstellungen von Kreuzigung, Pietà, dem Gekreuzigten sowie Heiligem Petrus, auf Vierkantpfeiler mit Echterwappen über Sockel, Sandstein, bezeichnet „1573“                                                  | D-6-78-193-214 | weitere Bilder |
| Flößleinsbrunnenweg (Standort)                                          | Kreuzschlepper                                                    | Figur des kreuztragenden Christus auf Knien, darunter Sockel mit Inschriftenkartusche, über Rundsäule auf Tischsockel, Sandstein, bezeichnet „1716“ | D-6-78-193-211 | weitere Bilder |
| Nähe Friedhof (Standort)                                                | Friedhofskreuz                                                    | Kruzifix mit Schädelstätte, flankiert von Maria und Johannes auf gemeinsamem Sockel, mit Stifterfigur, Sandstein, bezeichnet „1711“ | D-6-78-193-185 | weitere Bilder |
| Nähe Friedhof (Standort)                                                | Kreuzweg                                                          | 14 Stationen, Aufsatz mit Rundbogengiebel und erneuerten Kreuzwegbildern über Sockel, Sandstein, um 1900 | D-6-78-193-185 | weitere Bilder |
| Nähe Friedhof (Standort)                                                | Figurengruppe                                                     | Figürliche Darstellung der Ölbergszene, betender Jesus und schlafende Jünger Petrus, Johannes und Jakobus, Sandstein, vor 1875 | D-6-78-193-320 | Figurengruppe  |
| Gumpertsbrunnen (Standort)                                              | Kreuzschlepper                                                    | auf Säule mit vierkantigem Postament und Sockel, Sandstein, 1756 | D-6-78-193-295 | weitere Bilder |
| Marktplatz 20 (Standort)                                                | Katholische Pfarrkirche St. Bartholomäus                          | Saalbau mit eingezogenem Chor und östlichem Turm mit Spitzhelm, Turm spätes 13.–17. Jahrhundert, Langhaus Neubau unter Beteiligung von Balthasar Neumann, 1753–55; mit Ausstattung                                                                             | D-6-78-193-177 | weitere Bilder |
| Marktplatz (Standort)                                                   | Kriegerdenkmal für die Gefallenen der Kriege von 1866 und 1870/71 | Skulptur eines Soldaten auf hohem Postament mit Wappenkartusche und Relief mit Kriegsgerät, 1898, erweitert für die Gefallenen des Krieges von 1914–18, 1933                                                                                                   | D-6-78-193-212 | weitere Bilder |
| Marktplatz (Standort)                                                   | Bildstock                                                         | 1536 | D-6-78-193-181 | weitere Bilder |
| Marktplatz 5 (Standort)                                                 | Heiligenrelief                                                    | Mariensegnung durch die Heilige Dreieinigkeit, 1. Hälfte 18. Jh., Rundbogennische mit Friesumrahmung, Mitte 19. Jh. | D-6-78-193-315 | BW             |
| Nähe Neuer Bergweg (Standort)                                           | Prozessionsaltar                                                  | Baldachinartiger Aufsatz mit Evangelist Markus als Bekrönungsfigur, Rückwand mit Kreuzigungsrelief, auf Tischsockel mit Inschriftenkartusche, Sandstein, bezeichnet „1745“                                                                                     | D-6-78-193-210 | weitere Bilder |
| Nepomukstraße (Standort)                                                | St.-Nepomuk-Statue                                                | Figur des Heiligen Johannes Nepomuk auf gebauchtem Postament mit Inschriftenkartuschen, Sandstein, bezeichnet „1733“ | D-6-78-193-189 | weitere Bilder |
| Nepomukstraße 4 (Standort)                                              | Bildstock                                                         | Reliefaufsatz mit Pagodendach und Steinkreuzbekrönung auf Vierkantpfeiler, Reliefs von Kreuzigung mit Assistenzfiguren, Maria, Andreas mit Kreuz und Petrus mit Schlüssel, Sandstein, bez. 1629                                                                | D-6-78-193-291 | weitere Bilder |
| Nepomukstraße 7 (Standort)                                              | Sühnekreuz                                                        | einfach gehauenes Steinkreuz auf Sockel, Sandstein, 16./17. Jh. | D-6-78-193-243 | weitere Bilder |
| Nepomukstraße 11 (Standort)                                             | Ehemalige Mühle                                                   | Bruchsteinmauerwerksbau mit Satteldach, im Kern wohl 17. Jahrhundert | D-6-78-193-180 | weitere Bilder |
| Vorderes Ecklein (Standort)                                             | Bildstock                                                         | Reliefaufsatz mit Kreuzbekrönung und Darstellungen der Hl. Dreifaltigkeit sowie der Heiligen Familie, auf Rundsäule mit Weinrankenzier über Tischsockel, Sandstein, bezeichnet „1712“                                                                          | D-6-78-193-190 | weitere Bilder |
| Zehntstraße; im Dorf ()                                                 | Bildstock                                                         | 1694; nicht nachqualifiziert | D-6-78-193-188 |                |
| Zehntstraße (Standort)                                                  | Bildstock                                                         | Reliefaufsatz mit Metallkreuzbekrönung und Kreuzigungsdarstellung, Rückseite mit Inschrift, auf Rundsäule über Tischsockel, Sandstein, bezeichnet „1677“ | D-6-78-193-187 | weitere Bilder |
| Zehntstraße 2 (Standort)                                                | Hausfigur                                                         | Darstellung der Heiligen Anna selbdritt in Bogennische mit Inschrift, Steinguss, bez. 1855 | D-6-78-193-319 | weitere Bilder |
| Zehntstraße 6 (Standort)                                                | Ehemaliges Wohnstallhaus                                          | Zweigeschossiger Krüppelwalmdachbau mit Fachwerkobergeschoss, 17./18. Jahrhundert | D-6-78-193-209 | weitere Bilder |
| Zehntstraße 22 (Standort)                                               | Hausfigur                                                         | Muttergottes mit Jesuskind, ca. 1774 | D-6-78-193-314 | weitere Bilder |
| Zehntstraße 26 (Standort)                                               | Wohngebäude                                                       | Eingeschossiger, verputzter Satteldachbau mit massivem Fachwerkgiebel, 18. Jahrhundert | D-6-78-193-182 | weitere Bilder |
| Zehntstraße 26 (Standort)                                               | Hoftoranlage                                                      | Mit separater, profilierter Fußgängerpforte, Sandstein, gleichzeitig | D-6-78-193-182 | weitere Bilder |
| Zehntstraße 28 (Standort)                                               | Wohngebäude                                                       | Zweigeschossiger Halbwalmdachbau mit Fachwerkobergeschoss, 1774 | D-6-78-193-183 | weitere Bilder |
| Zehntstraße 30 (Standort)                                               | Wohngebäude                                                       | Zweigeschossiger Satteldachbau mit Fachwerkobergeschoss und Heiligem Antonius als Hausfigur, bezeichnet „1715“ | D-6-78-193-184 | weitere Bilder |
| Zur Lenzenmarter (Standort)                                             | Bildstock                                                         | Figürlicher Aufsatz mit Marienkrönung und Heiliger Dreifaltigkeit (Schauseite), sowie Christus mit Palmzweig in Wolken, darüber Sonne mit Kreuz (Rückseite), auf reich ornamentiertem Vierkantpfeiler über Sockel, Sandstein, bezeichnet „1728“, Pfeiler 1948. | D-6-78-193-213 | weitere Bilder |

## Ehemalige Baudenkmäler
In diesem Abschnitt sind Objekte aufgeführt, die früher einmal in der Denkmalliste eingetragen waren, jetzt aber nicht mehr. Objekte, die in anderem Zusammenhang – also z. B. als Teil eines Baudenkmals – weiter eingetragen sind, sollen hier nicht aufgeführt werden. Aktennummern in diesem Abschnitt sind ehemalige, jetzt nicht mehr gültige Aktennummern.

| Lage                                                               | Objekt         | Beschreibung      | Akten-Nr.      | Bild |
| ------------------------------------------------------------------ | -------------- | ----------------- | -------------- | ---- |
| Schleerieth Straße nach Egenhausen                                 | Bildstock      | 1571              | D-6-78-193-131 | BW   |
| Schnackenwerth Ober der hinteren Point, Straße nach Schnackenwerth | Bildstock      | 1786              | D-6-78-193-47  | BW   |
| Vasbühl Gries; nördlich des Ortes am Kaistener Weg                 | Bildstock      | Bezeichnet „1713“ | D-6-78-193-208 | BW   |
| Zeuzleben Nahe Kreuzung der Kreisstraße SW 12                      | Bildstock      |                   | D-6-78-193-191 | BW   |
| Zeuzleben bei Fl.Nr. 476                                           | Kreuzschlepper | 1716              | D-6-78-193-192 | BW   |